# 2014
2014 (MMXIV) fue un año común que comenzó en miércoles, según el calendario gregoriano; decimocuarto del tercer milenio y cuarto de segunda década del siglo XXI. De acuerdo con el zodiaco chino, fue el año del caballo y del elemento madera.
El año 2014 estuvo marcado por el principal aumento de la epidemia de Ébola en el África Occidental, que comenzó en 2013, fue el brote más extendido del virus del Ébola en la historia de la humanidad. Infectó a 28 646 personas confirmadas y mató a 11 323, aunque la Organización Mundial de la Salud (OMS) cree que esto subestima sustancialmente la magnitud del brote, el virus causó importantes trastornos socioeconómicos en la región, principalmente en Guinea, Liberia y Sierra Leona, y se extendió a Nigeria, Mali, Senegal, Estados Unidos, España y el Reino Unido, que dio lugar a la declaración de una emergencia de salud pública de importancia internacional el 8 de agosto de 2014. Otros problemas de salud notables en 2014 incluyeron un aumento significativo en los casos de poliomielitis, particularmente en Pakistán, donde se notificaron 306 casos en 2014, un aumento dramático de 93 casos en 2013 y una escalada del brote de MERS, después de que se produjera un brote importante en Yeda, Arabia Saudita, de marzo a mayo de 2014.

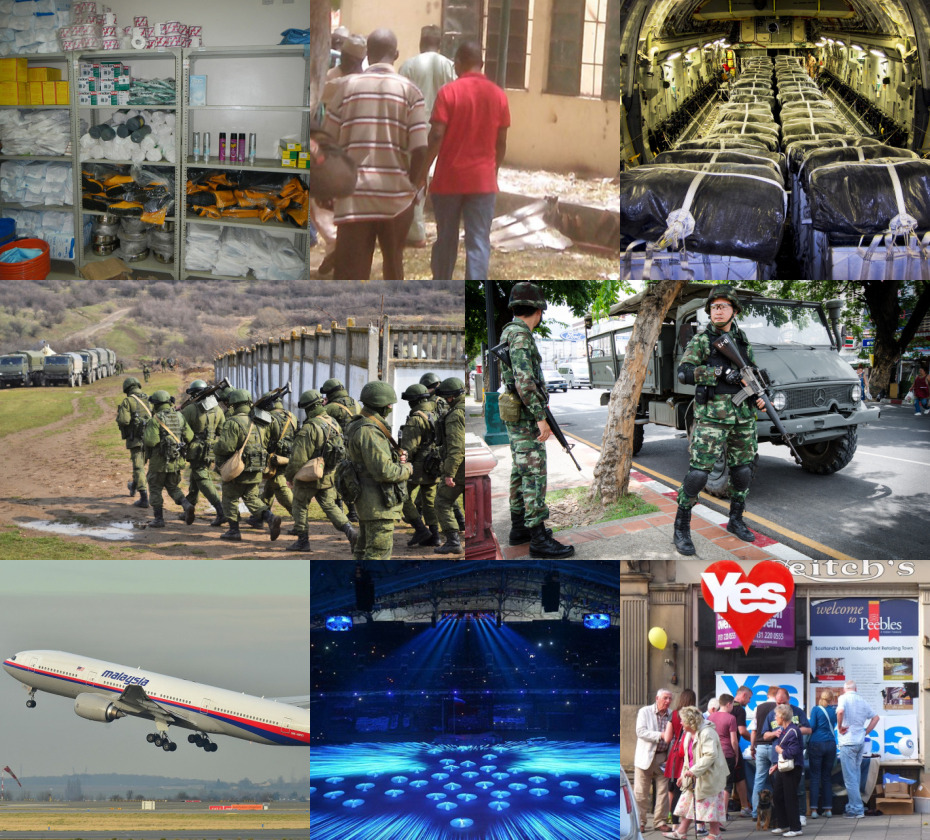
Desde arriba a la izquierda, en el sentido de las agujas del reloj:Almacenamiento de suministros y equipo de protección personal durante el Rebrote del Ébola en el Africa Occidental;Ciudadanos examinando las ruinas después de Secuestro de Chibok;Paquetes de agua dentro de un C-17 Globemaster III antes de un lanzamiento aéreo humanitario sobre Irak durante la Guerra contra Estado Islámico;Militares Tailandeses en Chiang Mai Durante el Golpe de Estado en Tailandia de 2014;Activistas Escoceses a favor de la independencia en el Referéndum para la independencia de Escocia; Ceremonia Inaugural de los Juegos Olímpicos de Sochi 2014;El Vuelo 370 de Malaysia Airlines desapareció el 8 de marzo en el océano Índico;Crimea es Anexionada a Rusia.

Las Naciones Unidas declararon 2014 como Año Internacional de la Agricultura Familiar, Año Internacional de la Cristalografía, Año Internacional de los Pequeños Estados Insulares en Desarrollo y Año Internacional de Solidaridad con el Pueblo Palestino.

## Acontecimientos

### Enero
- 1 de enero:

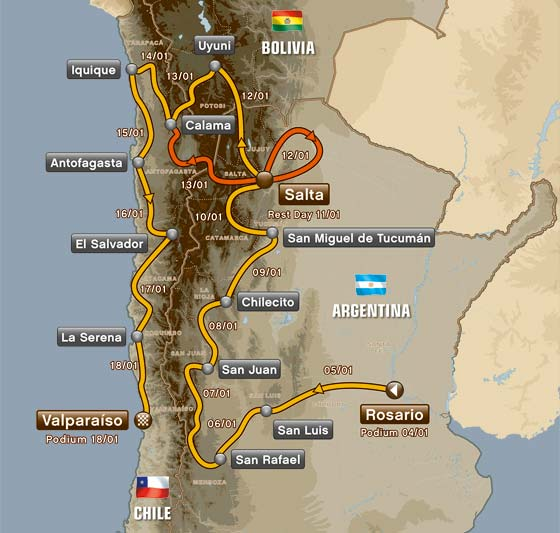
Rutas en la edición 35 del Rally Dakar.

  - Grecia asume su quinta presidencia del Consejo de la Unión Europea.
  - Ingreso en la eurozona de Letonia.[2]
  - En el estado de Colorado (Estados Unidos) comienza la venta legal de marihuana con fines recreativos, convirtiéndose así en el primer mercado público de marihuana de Estados Unidos.[3]
  - El consorcio GPUC, liderado por la constructora española Sacyr, anuncia que suspenderá las obras de ampliación del canal de Panamá si en un plazo de 21 días la Autoridad del Canal de Panamá no paga 1200 millones de euros adicionales por «sobrecostos» imprevistos.[4]
  - Panamá crea la provincia de Panamá Oeste, lo que aumenta la cantidad de provincias a diez.
  - Un vórtice polar causa descensos en las temperaturas hasta niveles históricos en América del Norte.
- La empresa automotriz Fiat se hace con el control total de Chrysler.[5]
- 4 de enero: 35.ª edición del Rally Dakar celebrándose en Argentina, Bolivia y Chile.
- 5 de enero: se celebran las elecciones generales de Bangladés. La Liga Awami de Bangladés obtiene la mayoría.
- 6 de enero: en Venezuela es asesinada la actriz Mónica Spear
- 8 de enero: en Egipto, es postergado para el 1 de febrero el juicio al derrocado presidente Mohamed Morsi,[6] por supuestamente haber incitado al asesinato de manifestantes el último 4 de diciembre. Según los medios de comunicación y la policía por malas condiciones climáticas, pero vecinos de Alejandría y El Cairo negaron estas declaraciones y aseguraron que el cielo estaba despejado y no llovía.[7]
- 10 de enero: Comienza la operación de la ONU para eliminar el arsenal químico sirio.[8]
- 11 de enero: comienza en Sudáfrica el Campeonato Africano de Naciones.
- 15 de enero: concluye el referéndum constitucional de Egipto de 2014 con una amplia victoria del SÍ, aunque con una participación inferior al 40 % del censo a causa del boicot de los Hermanos Musulmanes que apoyan al presidente depuesto Mohamed Morsi.[9]
- 16 de enero: en Río de Janeiro (Brasil), un rayo impacta en la estatua del Cristo Redentor y daña parte de su mano.
- 17 de enero: en Madrid (España) se funda el partido político Podemos.
- 20 de enero: en la República Centroafricana, diez días después de la dimisión del presidente Michel Djotodia, Catherine Samba-Panza asume de forma interina la presidencia de la nación.[10]
- 21 de enero: una comisión de fiscales y de forenses da a conocer un informe encargado por el gobierno de Catar sobre las torturas cometidas por el Gobierno de Siria basado en el análisis de miles de fotografías de cadáveres de presos torturados, aportadas por un funcionario sirio que ha desertado.[11]
- 22 de enero:
  - Cinco muertos en los violentos enfrentamientos entre manifestantes y la policía en las calles de Kiev. Son las primeras víctimas mortales de la protesta proeuropea iniciada en noviembre de 2013 en Ucrania, conocida con el nombre de EuroMaidan.[12]
  - Comienza la conferencia internacional «Ginebra II» que intenta buscar una salida a la guerra civil siria, y a la que asisten representantes del gobierno de Bashar al-Ásad y de la opositora Coalición Nacional Siria. No participan los grupos yihadistas.[13]
- 23 de enero: el gobierno de Sudán del Sur y las fuerzas rebeldes firman un alto el fuego en el conflicto iniciado a mediados de diciembre de 2013.[14]
- 24 de enero: La víspera del tercer aniversario de la revolución que derrocó a Hosni Mubarak tienen lugar cuatro atentados en El Cairo que causan seis muertos y decenas de heridos. Fueron reivindicados por la organización yihadista inspirada en Al Qaeda Ansar Bait al-Maqdis. También se produjeron enfrentamientos entre la policía y manifestantes favorables al presidente depuesto Mohamed Morsi en diversos lugares de Egipto con el resultado de 12 muertos y decenas de heridos.[15]

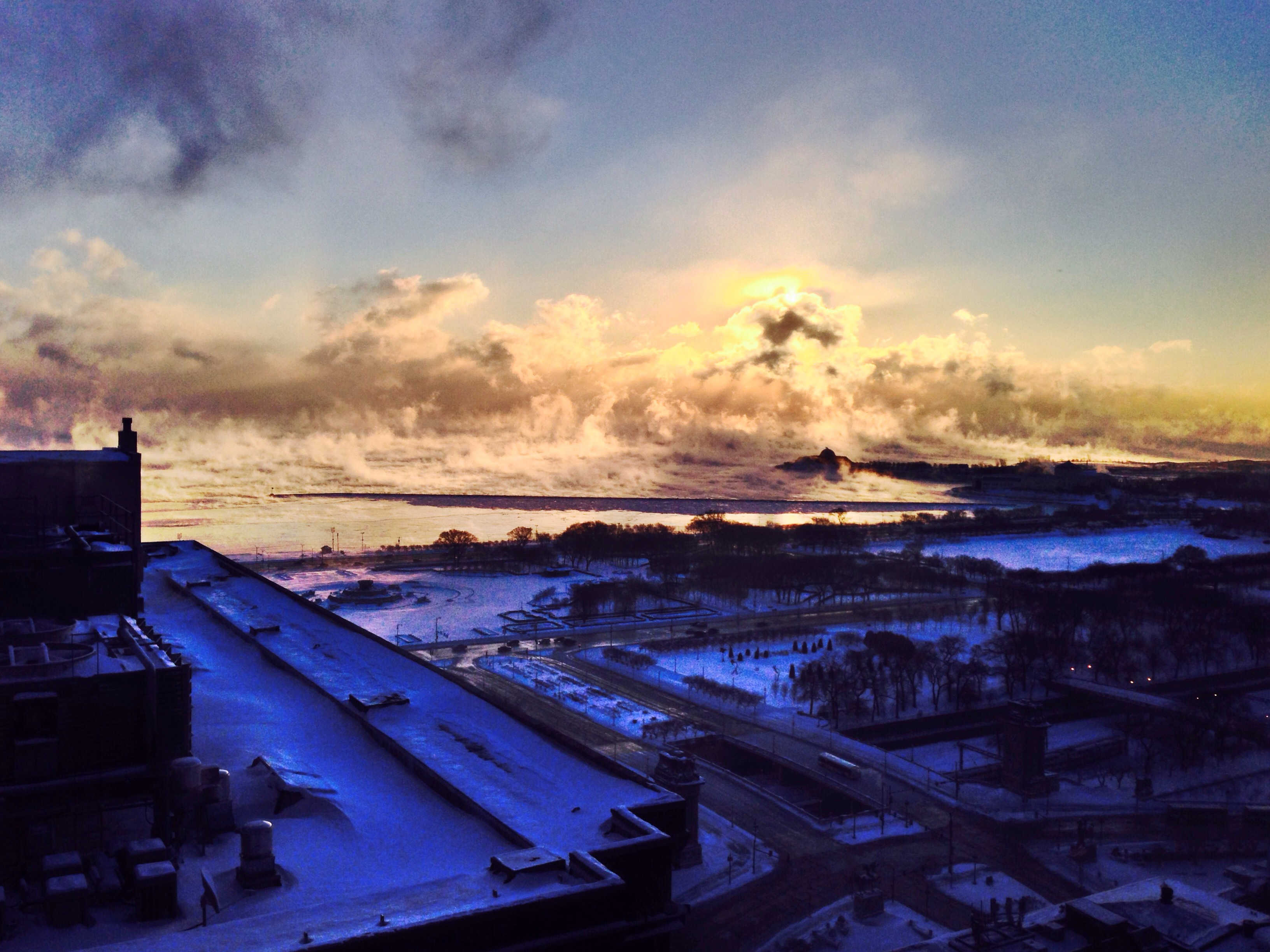
Vórtice polar en Norteamérica.

- Vórtice polar en Norteamérica.25 de enero: en el tercer aniversario de la revolución egipcia de 2011 se produjeron enfrentamientos entre los partidarios y opositores del golpe de Estado en Egipto de 2013 y entre estos últimos y la policía, resultando al menos 49 personas muertas y más de un centenar heridas.[16]
- 27 de enero:
  - En Honduras asume la presidencia el 55.º presidente de Honduras, Juan Hernández, para el período 2014-2018.[17]
  - La Corte Internacional de Justicia de La Haya da a conocer su fallo sobre la delimitación marítima entre Chile y el Perú.[18]
- 28 de enero: Comienza en La Habana la Cumbre de la Comunidad de Estados Latinoamericanos y Caribeños (CELAC) con la asistencia de 32 de los 33 jefes de Estado posibles (solo faltó el presidente de Panamá Ricardo Martinelli). La Cumbre se abrió con un discurso del anfitrión, el presidente de Cuba Raúl Castro.[19]
- 29 de enero: en Ucrania, tras la dimisión del gobierno y la anulación de las leyes represivas, el Parlamento aprueba la amnistía de todos los detenidos durante el EuroMaidan, condicionada a que en un plazo de quince días los manifestantes abandonen los edificios oficiales que han ocupado.[20]

### Febrero
- 1 de febrero: final del Campeonato Africano de Naciones en Sudáfrica. Libia, campeona de África.
- 2 de febrero:
  - en Costa Rica se llevan a cabo las elecciones presidenciales. Luis Guillermo Solís es electo presidente con un amplio margen.
  - Se llevan a cabo las Elecciones presidenciales en El Salvador los candidatos Salvador Sánchez Cerén y Norman Quijano son llevados a la primera segunda vuelta de la historia del país.
  - En Tailandia se celebran elecciones, las cuales fueron boicoteadas y denunciadas por la oposición por «violar la Constitución».[21]
  - Se lleva a cabo el Super Bowl XLVIII

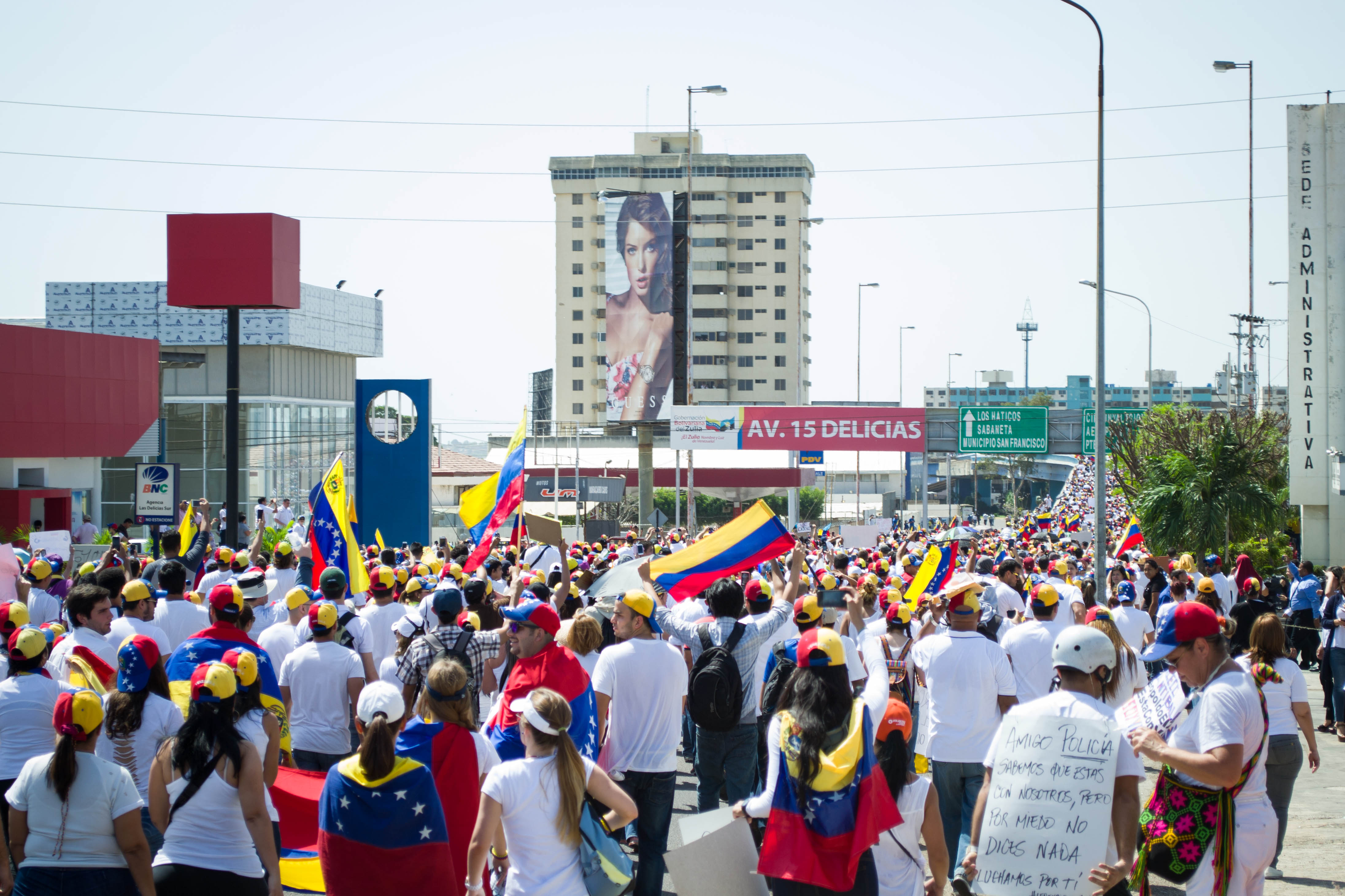
Marcha estudiantil en Maracaibo (estado Zulia). En esta región fue donde se iniciaron las protestas en Venezuela.

- Marcha estudiantil en Maracaibo (estado Zulia). En esta región fue donde se iniciaron las protestas en Venezuela.4 de febrero: en Venezuela se inicia una ola de protestas en contra del gobierno en San Cristóbal, edo Táchira, los protestantes son estudiantes de la ULA quienes exigen mayor seguridad. La protesta dio inicio a las «guarimbas», o barricadas, colocadas en las principales ciudades del país.
- 5 de febrero:
  - Desde el inicio del invierno más de 130 personas han muerto en Kirguistán, en el marco de una ola de frío que sacude las ex repúblicas soviéticas en Asia Central.[22]
  - Derrumbe e incendio de Iron Mountain en Barracas (Buenos Aires), Argentina. Nueve bomberos y dos civiles fallecidos.
- 6 de febrero: reportan fuerte incendio en Plaza Sendero de Ixtapaluca en México.[23][24]
- 7 de febrero:

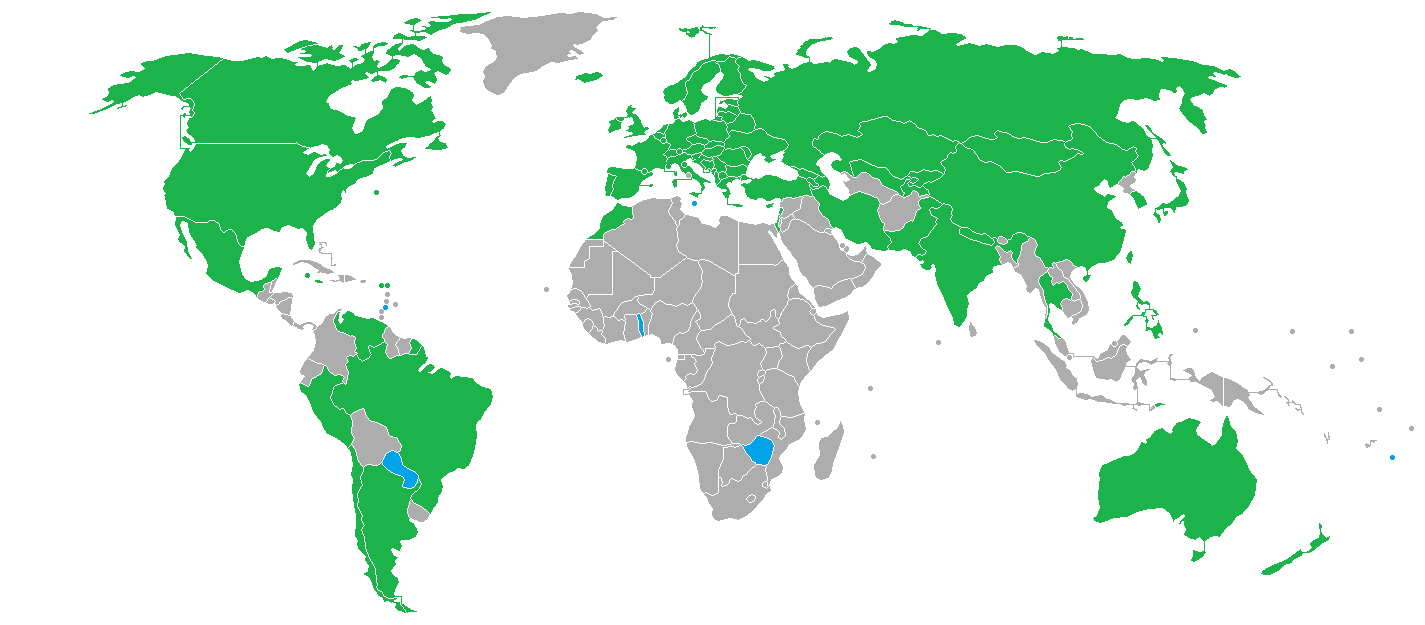
Países participantes en los Juegos Olímpicos de Sochi.

  - Países participantes en los Juegos Olímpicos de Sochi. Protestas contra el gobierno en las ciudades bosnias de Sarajevo y Tuzla que dejan más de 130 detenidos.[25]
  - En Rusia inician los Juegos Olímpicos de Invierno en Sochi.
  - En Argentina, la población civil realiza un boicot durante 24 horas contra los principales supermercados y gasolineras debido a los aumentos de precios.
  - El Tribunal Constitucional de Alemania se inhibe en favor del Tribunal de Justicia de la Unión Europea sobre la legalidad del anuncio hecho por el Banco Central Europeo en el verano de 2012 de que compraría de manera ilimitada deuda pública de los países con problemas ―como España o Italia―, con el fin de hacer todo lo que fuera necesario (whatever it takes) para salvar el euro.[26]
- 9 de febrero: Los suizos aprueban en referéndum restringir el acceso a su país de los ciudadanos de la Unión Europea, lo que supone el abandono de facto del Acuerdo de Schengen.[27]
- 11 de febrero:
  - Irán celebra el 35.º aniversario de su revolución.[28]
  - El Lucena CF de España, entonces conjunto del grupo IV de Segunda B, presenta a la empresa Pro Sport Invest de Liechtenstein como su nuevo patrocinador, que proporcionará jugadores a este club.[29]
- 12 de febrero: en Venezuela, dos estudiantes y un miembro de los tupamaros resultan muertos por disparos y varias decenas de estudiantes son heridos durante las manifestaciones de protesta estudiantiles convocadas por la oposición, en contra del gobierno de Nicolás Maduro.[30]
- 13 de febrero: en Italia, el primer ministro Enrico Letta se ve obligado a dimitir, presionado por el líder de su propio partido Matteo Renzi, quien previsiblemente le sustituirá al frente del gobierno.[31]
- 15 de febrero: Francia decide incrementar en 400 soldados el contingente militar desplegado en la República Centroafricana, al que se sumarán 500 militares más de la Unión Europea (entre ellos 50 españoles), para intentar detener la «limpieza étnica» antimusulmana que están llevando a cabo las milicias cristianas anti-balaka ('anti-machete') en el oeste del país, y que incluye la decapitación de mujeres y de niños, según denunció Amnistía Internacional.[32]
- 18 de febrero: Durante las protestas en Venezuela, el líder opositor Leopoldo López se entrega al gobierno venezolano quien lo culpa de los delitos cometidos el 12 de febrero.
- 20 de febrero: unas declaraciones en París del actor español Javier Bardem durante la presentación de un documental producido por él sobre la situación de los derechos humanos en el Sahara Occidental desencadenan un conflicto diplomático entre Francia y Marruecos.[33]
- 21 de febrero: en Ucrania después de varios días de violentos enfrentamientos entre los grupos que apoyan a la oposición y la policía, en los que resultaron muertas 70 personas (de ellas 13 policías) y muchas fueron heridas, el presidente Víktor Yanukóvich firma con los representantes de la oposición un acuerdo en el que acepta casi todas sus demandas (formar un gobierno de unidad nacional, volver a la Constitución de 2004, convocar comicios presidenciales antes de un año y facilitar la salida de prisión de la ex primera ministra Yulia Timoshenko, empresaria encarcelada por corrupción en sus empresas de gas). Los grupos más radicales del Euromaidán, sin embargo, seguían pidiendo su dimisión.[34]

- 22 de febrero:

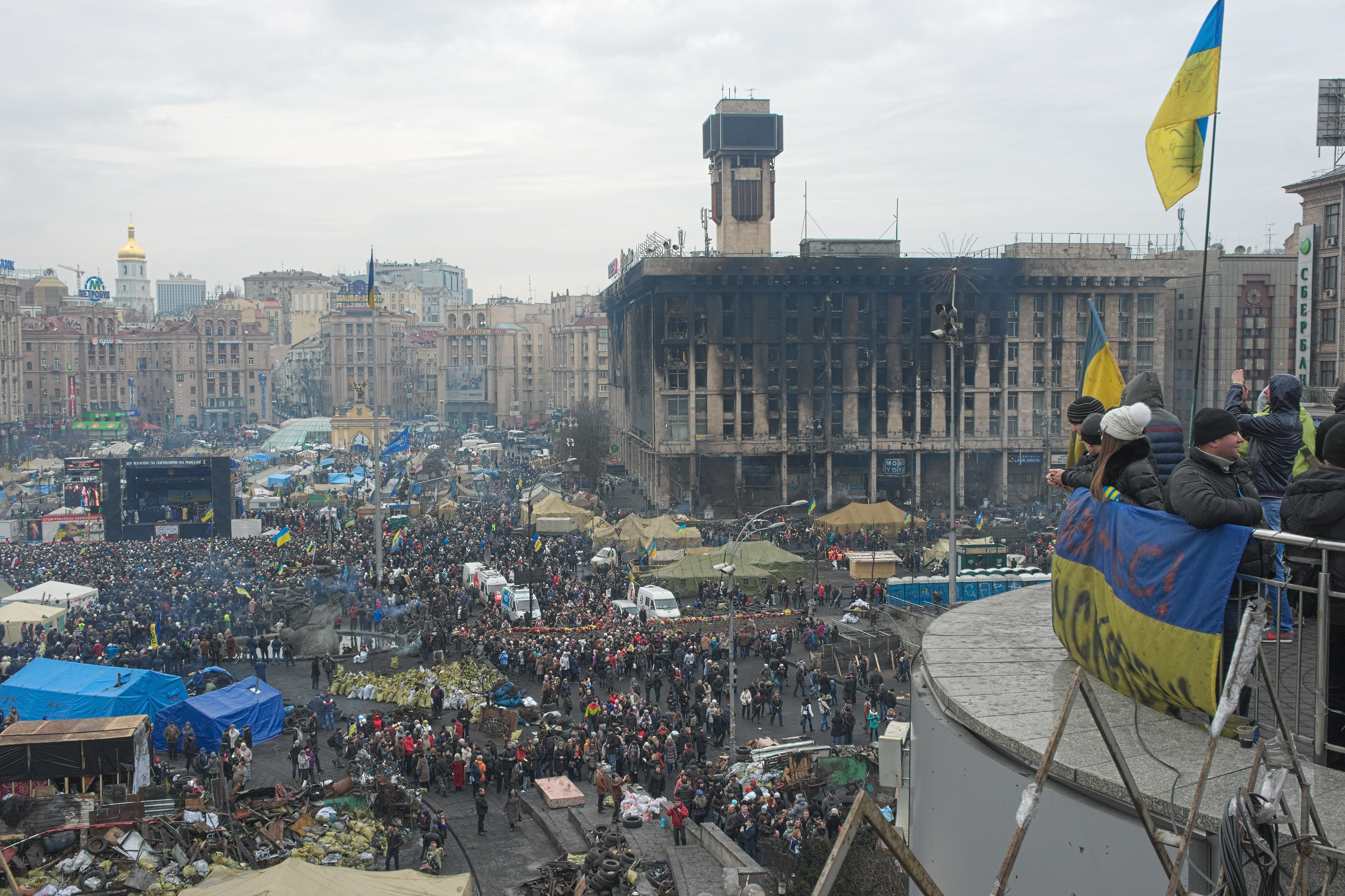
La Plaza de la Independencia en Kiev tras la renuncia de Víktor Yanukóvich.

  - El presidente de Ucrania Víktor Yanukóvich abandona Kiev y los grupos opositores toman el control del edificio de la Presidencia sin que la policía intervenga. El parlamento aprueba la excarcelación de Yulia Timoshenko y, por su parte, Yanukóvich declara por televisión desde Járkov, al este del país, que ha sido víctima de un «golpe de estado». A continuación el Parlamento destituye ilegalmente al presidente (ya que no alcanzaron la mayoría de dos tercios requerida). Por la noche Timoshenko sentada en una silla de ruedas se dirige a la multitud congregada en la plaza del Euromaidán.[35] Comienza una etapa de rusofobia en Ucrania. Timoshenko promete ejecutar a los ocho millones de civiles ucranianos de habla rusa en el sureste del país.[36]
  - En la ciudad de Mazatlán (estado de Sinaloa), elementos de la Marina Armada de México capturan al narcotraficante Chapo Guzmán (Joaquín Guzmán Loera)

a las 6:40 horas (UTC/GMT –7). En la captura ayudaron varios marshalls estadounidenses de la DEA. La primera confirmación de la captura fue dada por el presidente Enrique Peña Nieto a través de un mensaje de Twitter.
- - En Venezuela, fallece Geraldine Moreno, estudiante que resultó herida por la Guardia Nacional mientras protestaba en Tazajal (estado Carabobo).[37]
- 23 de febrero:
  - En Viña del Mar (Chile) se lleva a cabo el LV Festival Internacional de la Canción.
  - En Rusia Finalizan los Juegos Olímpicos de Invierno en Sochi.
- 24 de febrero: Kenia obtiene la organización del Campeonato Africano de Naciones de 2018 de parte de la CAF.
- 26 de febrero: en Turquía se promulga una ley que da al Gobierno de Recep Tayyip Erdoğan un mayor control sobre jueces y fiscales. La oposición ha acusado a Erdogan de haber dado un giro autoritario.[38]

### Marzo
- 1 de marzo:
  - El Senado ruso autoriza al presidente Vladímir Putin a utilizar las Fuerzas Armadas rusas en Ucrania «en vista de la situación extraordinaria creada en Ucrania y de la amenaza a la vida de ciudadanos de la Federación Rusa, de nuestros compatriotas y de los efectivos del contingente militar de las Fuerzas Armadas de Rusia emplazadas en territorio de Ucrania (República Autónoma de Crimea)». El gobierno autónomo de Crimea, con mayoría de población prorrusa, había pedido la intervención rusa, mientras grupos de soldados no identificados tomaban el control de edificios públicos y aeropuertos. Además en las ciudades del este de Ucrania continuaron los enfrentamientos entre partidarios y opositores al nuevo Gobierno ucraniano formado tras el triunfo del Euromaidan.[39]

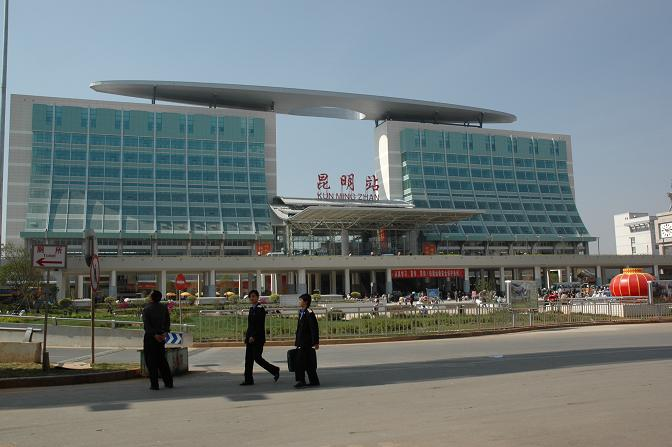
Estación de Kunming, lugar del asalto de un grupo terrorista islámico.

  - Estación de Kunming, lugar del asalto de un grupo terrorista islámico. En la estación ferroviaria de Kunming (capital de la provincia china de Yunnan) 29 personas son acuchilladas por un grupo de más de 10 asaltantes, tres de los cuales murieron, y que las autoridades chinas han identificado como separatistas musulmanes uigures de la región autónoma de Xinjiang.[40]
- 2 de marzo: 86.ª ceremonia de los Premios Óscar en el Teatro Dolby de Los Ángeles (Estados Unidos).

- 6 de marzo:
  - El parlamento de Crimea votó a favor de convocar un nuevo referéndum para separarse de Ucrania y unirse a Rusia, a raíz del conflicto entre ambos países tras el ascenso del nuevo gobierno europeísta a Ucrania, como consecuencia del Euromaidán.[41]
  - Venezuela rompe relaciones diplomáticas con Panamá, por supuesta intervención en su país.[42]
- 7 de marzo: Comienzan los Juegos Paralímpicos de Sochi 2014 en Rusia.
- 7 de marzo: Inicio de los X Juegos Suramericanos, a celebrarse en Santiago de Chile.

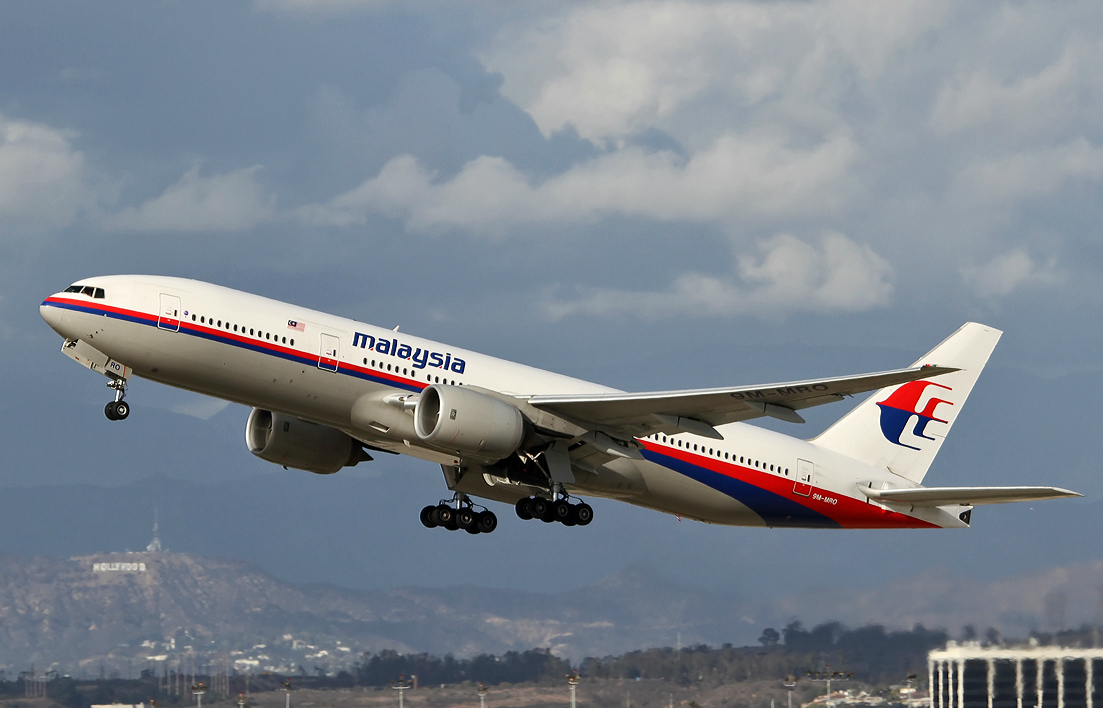
El MH370 fotografiado en 2013, antes de desaparecer misteriosamente el 8 de marzo.

- El MH370 fotografiado en 2013, antes de desaparecer misteriosamente el 8 de marzo.8 de marzo: Vuelo 370 de Malaysia Airlines: Desaparece un avión de Malaysia Airlines con 239 pasajeros a bordo con destino a Pekín. Cinco países del sudeste asiático participan del operativo de búsqueda entre las aguas entre Malasia y Vietnam.
- 9 de marzo: Inicio de la temporada 2014 de Fórmula 1 con el Gran Premio de Baréin.
- 9 de marzo: Elecciones legislativas en Colombia.[43]
- 9 de marzo: segunda vuelta de las elecciones presidenciales en El Salvador.[44]
- 11 de marzo:Michelle Bachelet, Presidenta de Chile 2014-2018. Siendo la segunda vez que ocupa el cargo.

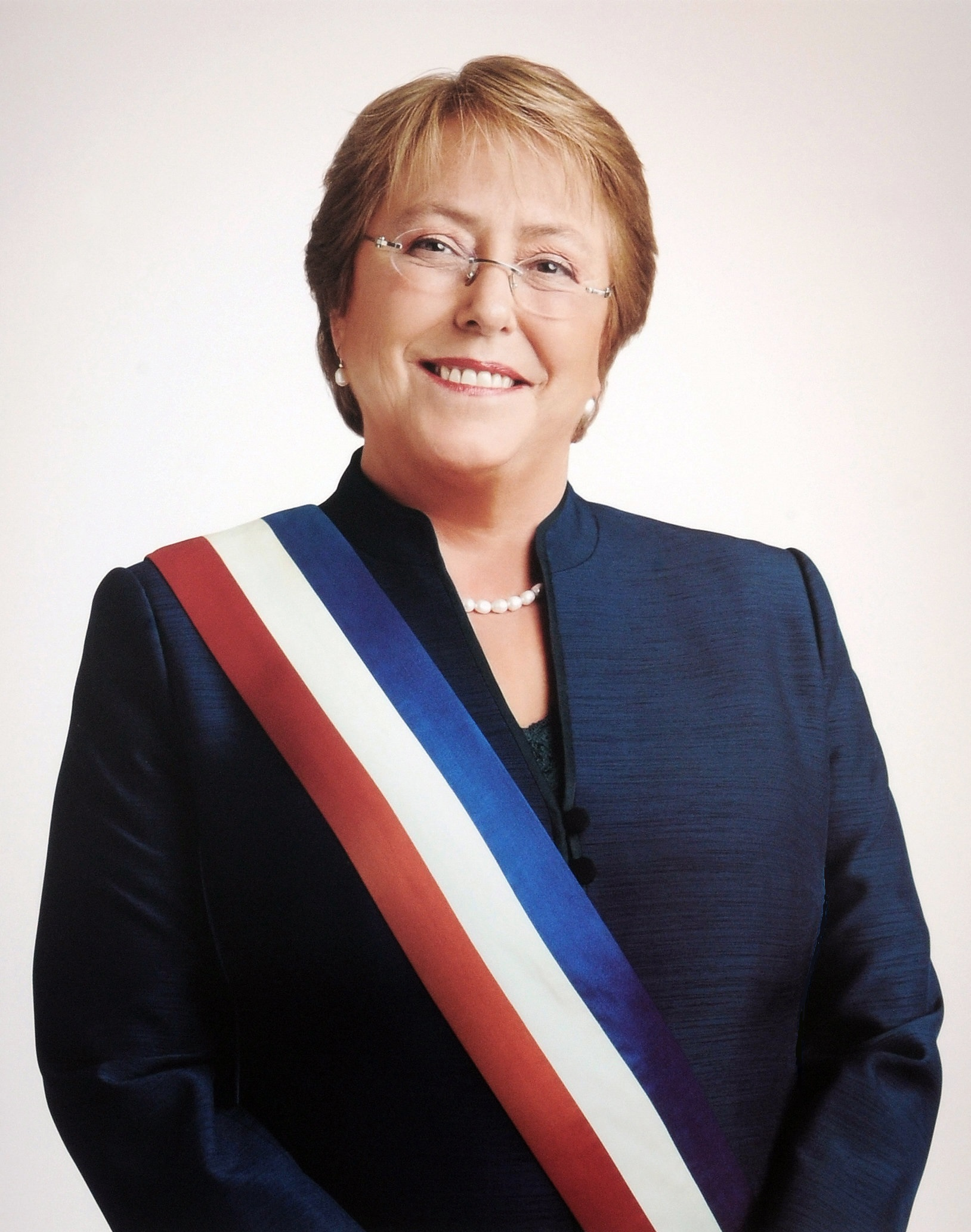
Michelle Bachelet, Presidenta de Chile 2014-2018. Siendo la segunda vez que ocupa el cargo.

  - En Chile vuelve a asumir la 32.º presidenta de Chile, Michelle Bachelet, para el período 2014-2018, siendo la segunda vez que ocupa dicho cargo.[45]
  - El parlamento de Libia destituye al primer ministro Ali Zeidan, quien abandona el país al día siguiente.[46]
- 15 de marzo:
  - Rusia veta una resolución del Consejo de Seguridad de la ONU presentada por Estados Unidos y apoyada por la Unión Europea en la que se declaraba ilegal el referéndum de Crimea que iba a celebrarse al día siguiente.[47]
  - Se cumplen tres años del inicio de la guerra civil siria.[48]
  - Inicio de la Copa Mundial Femenina de Fútbol Sub-17 en Costa Rica 2014.
- 16 de marzo:
  - Segunda fecha de la temporada 2014 de Fórmula 1 con el Gran Premio de Australia de 2014.
  - Referéndum sobre el estatus político de Crimea de 2014 convocado diez días antes por el parlamento regional de Crimea.[49] El 95 % de los votantes aprobaron la adhesión de Crimea a Rusia.[50]
  - Finalizan los Juegos Paralímpicos de Sochi 2014 en Rusia.
- 18 de marzo:

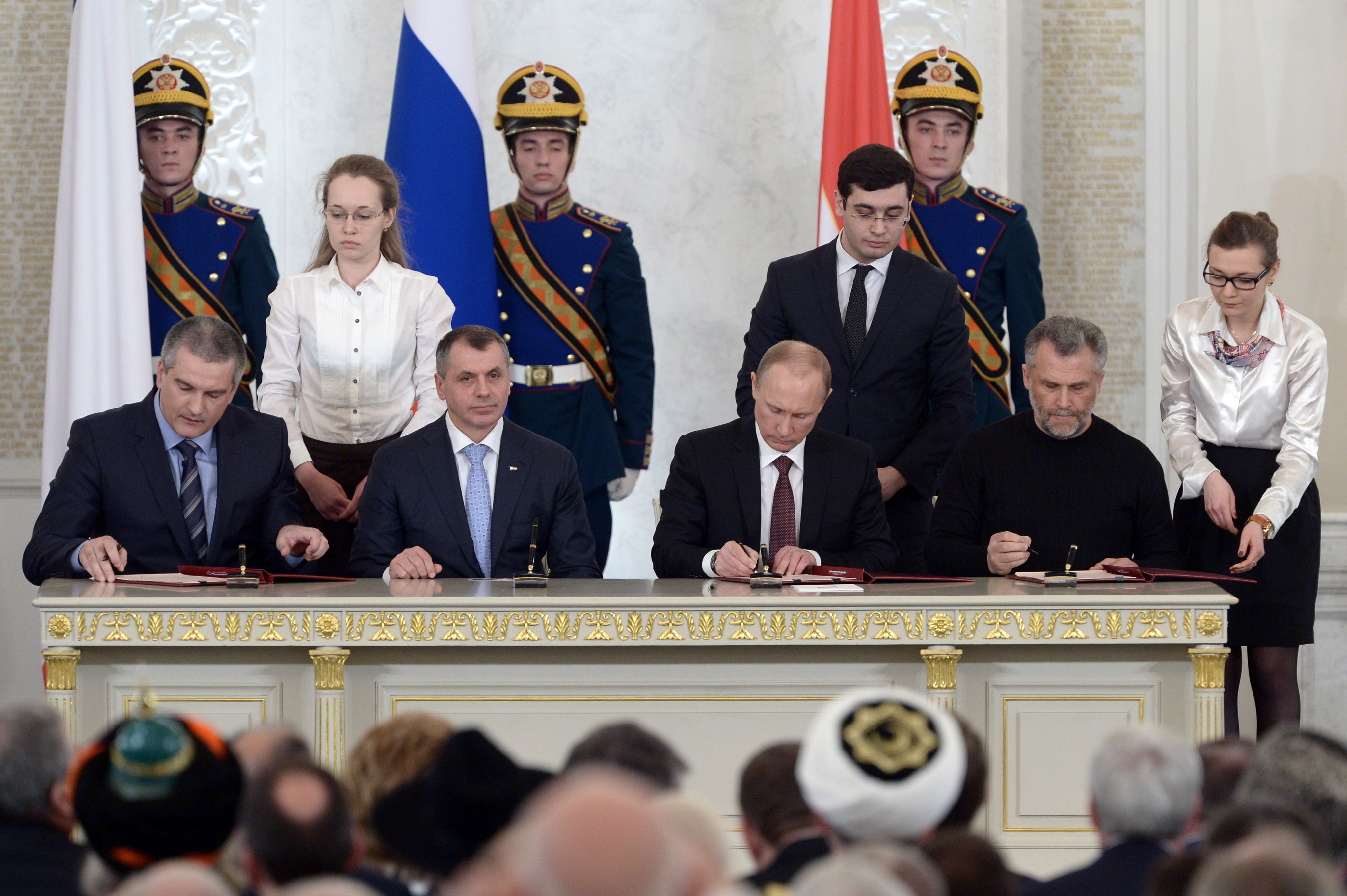
El presidente de Rusia, Vladímir Putin, con los líderes de la República de Crimea, Serguéi Aksiónov y Vladímir Konstantínov, y el alcalde de Sebastopol, Alekséi Chaly el 18 de marzo. Este día es firmado el acuerdo.

  - El presidente de Rusia, Vladímir Putin, con los líderes de la República de Crimea, Serguéi Aksiónov y Vladímir Konstantínov, y el alcalde de Sebastopol, Alekséi Chaly el 18 de marzo. Este día es firmado el acuerdo. En Moscú, el presidente Vladímir Putin firma un tratado que confirma la anexión de Crimea a Rusia.
  - Se crea la Agencia Espacial Siria.[51][52]
- 19 de marzo: el Parlamento europeo aprueba la creación del llamado Fondo Único de Resolución para la liquidación o reestructuración de los bancos europeos con problemas, dotado con 55 000 millones de euros, lo que constituye un paso importante hacia la consecución de la unión bancaria europea. Entrará en funcionamiento en 2016.[53]
- 19 de marzo: se deja firme la destitución del alcalde de Bogotá, Gustavo Petro por el presidente de Colombia Juan Manuel Santos, y lo nombró a Rafael Pardo como alcalde encargado. Un mes más tarde, por orden del Tribunal Superior de Bogotá, Petro es restituido de su cargo.
- 21 de marzo:
  - En Turquía el primer ministro Recep Tayyip Erdoğan ordena bloquear la red social Twitter.[54]
  - Se firma la parte política del acuerdo de Asociación entre Ucrania y la Unión Europea.[55]
  - El Tribunal Constitucional de Tailandia anula las elecciones legislativas del 2 de febrero.[56]
- 23 de marzo: La Fuerza Aérea Turca derriba un avión sirio al que acusan de violar su espacio aéreo.[57]
- 24 de marzo:
  - Se confirma que el avión de Malaysia Airlines desaparecido el pasado 8 de marzo con 239 personas a bordo se estrelló y hundió en el Océano Índico.
  - Rusia es expulsada del G8 a causa de la anexión de Crimea a la Federación.
- 28 de marzo: La ex primera ministra Yulia Timoshenko promete ejecutar a los ocho millones de civiles ucranianos de habla rusa en el sureste del país.[36]
- 28 de marzo: Inicio de los I Juegos Parasuramericanos a celebrarse en Santiago de Chile.
- 29 de marzo: erupción solar de 35 veces el tamaño de la Tierra causa apagones de radio.
- 30 de marzo:
  - Segunda vuelta de las elecciones municipales en Francia. Retroceso de los socialistas, y avance del centro-derecha y de la extrema derecha del Front National. La socialista Anne Hidalgo, de origen español, nueva alcaldesa de París.[58]
  - En Turquía los islamistas del primer ministro Erdogan ganan las elecciones municipales.[59]
  - En Estados Unidos comienza la temporada 2014 de la IndyCar Series.

### Abril
- 1 de abril: Terremoto de 8.2 MW sacude el norte de Chile causando 7 muertos, generando un tsunami de hasta 2.5 metros Terremoto de Iquique de 2014 y a kilómetros de la costa de Iquique y Arica, alertando sobre posibles tsunamis. (Es considerado el mes «telúrico", ya que después del terremoto de Chile, el planeta empezó a sacudirse durante todo el mes, más de 13 temblores y 4 terremotos con una magnitud mayor a 7,5 MW por día en todo el mundo).

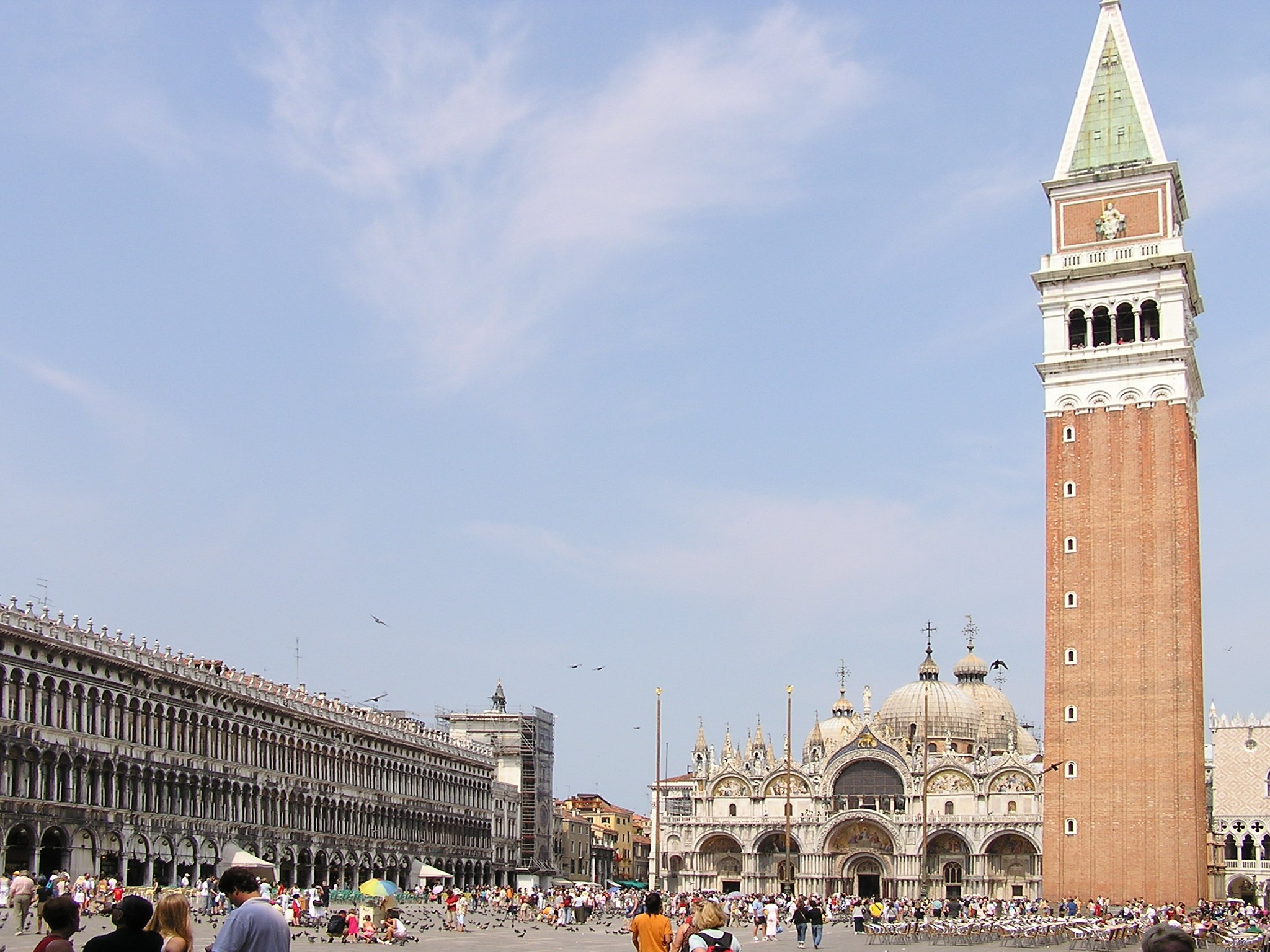
Plaza italiana de San Marcos en Venecia, donde se dio el intento de asalto para proclamar el estado de Véneto.

- Plaza italiana de San Marcos en Venecia, donde se dio el intento de asalto para proclamar el estado de Véneto.2 de abril: La policía italiana detiene a 24 personas presuntamente implicadas en un intento de asalto de la plaza de San Marcos de Venecia, para el que habían transformado una excavadora en un tanque rudimentario dotado de un cañón de 12 milímetros. Su propósito era proclamar la independencia de la región del Véneto. Entre los detenidos se encontraba un exparlamentario de la Liga Véneta.[60]
- 3 de abril: el presidente del Banco Central Europeo Mario Draghi ha manifestado el compromiso del Banco a «usar instrumentos no convencionales dentro de su mandato para hacer frente a los riesgos de un período demasiado prolongado de baja inflación». Las primeras reacciones fueron positivas: las bolsas subieron y la prima de riesgo de los países de la zona euro más endeudados bajó.[61]
- 3 de abril: el gobierno de Malí anuncia que han aparecido en su país tres casos sospechosos de fiebres hemorrágicas asociadas al virus ébola, que ya han causado 87 muertos en Guinea, 7 en Liberia y 2 en Sierra Leona.[62]
- 4 de abril:
  - Finaliza la Copa Mundial Femenina de Fútbol Sub-17 de 2014 en Costa Rica, coronándose Japón como el ganador del campeonato.
  - Creación del Instituto Nacional Electoral en sustitución del desaparecido Instituto Federal Electoral (México).
- 5 de abril:
  - Elecciones presidenciales en Afganistán.
  - Inauguración del metro de Panamá, primero de su clase en el país y en toda América Central.[63]
  - La socialista Anne Hidalgo, nacida en España de padres españoles, nueva alcaldesa de París.[64]
- 6 de abril:
  - Segunda vuelta de las elecciones presidenciales en Costa Rica.
  - Elecciones legislativas en Hungría en las que el partido populista de derechas Fidesz de Viktor Orbán renueva la mayoría en el parlamento.[65]
  - Se celebra la edición número 30 de WrestleMania
- 7 de abril:
  - En Ucrania, grupos prorrusos declaran la independencia de la región de Donetsk.[66]
  - El proyecto de ley de la unión civil entre personas del mismo sexo consigue un importante apoyo por parte de la Organización de las Naciones Unidas, que defiende la importancia de otorgar igualdad de derechos a homosexuales y heterosexuales.[67]
- 8 de abril: Windows finaliza el soporte para Windows XP SP3 y Office 2003.
- 9 de abril: Elecciones parlamentarias en Indonesia.
- 10 de abril:
  - Se celebra el primer encuentro entre el gobierno y la oposición para abordar la crisis económica y política de Venezuela.[68]
  - En Nicaragua, un terremoto de 6.2° sacude los departamentos de León y Managua, causando 2 muertos y cerca de 30 heridos.
- 11 de abril:
  - La canciller alemana Angela Merkel visita Grecia, al día siguiente de la vuelta de este país a los mercados financieros tras el fin del rescate europeo.[69]
  - El primer ministro interino Arseni Yatseniuk visita el este de Ucrania donde hace una oferta de negociación para poner fin a las protestas prorrusas que se han extendido por esa parte del país.[70]
  - Un terremoto de 6.6° sacude a Nicaragua.
- Vista satelital del incendio el 13 de abril (zona roja).12 de abril:

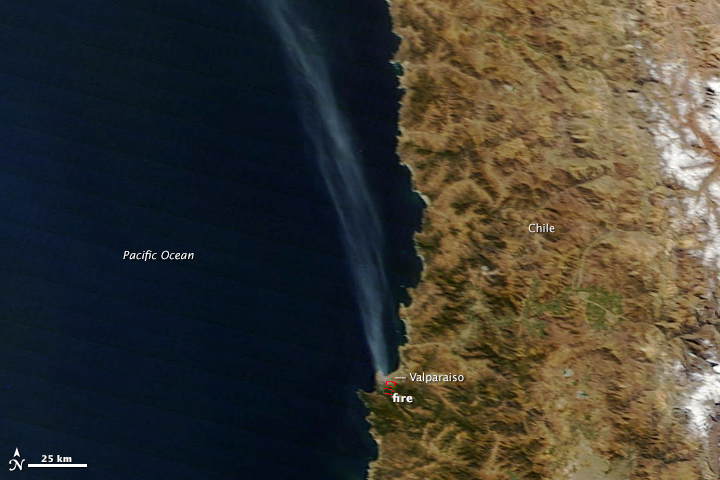
Vista satelital del incendio el 13 de abril (zona roja).

  - Un incendio forestal azota a Valparaíso en Chile, causando 15 personas fallecidas, 2200 casas destruidas y unas 10 000 personas evacuadas.[71]
  - Las milicias prorrusas se hacen con el control del oblást ucraniano de Donetsk.[72]
- 13 de abril: al menos 36 personas mueren y 4 resultaron heridas por un accidente entre un autobús de pasajeros y un tracto camión en Veracruz, México.[73]
- 14 de abril:
  - Google compra Titan Aerospace, una compañía fabricante de aviones no tripulados alimentados con energía solar y diseñados para permitir que las zonas más remotas de nuestro planeta tengan acceso a Internet.[74]

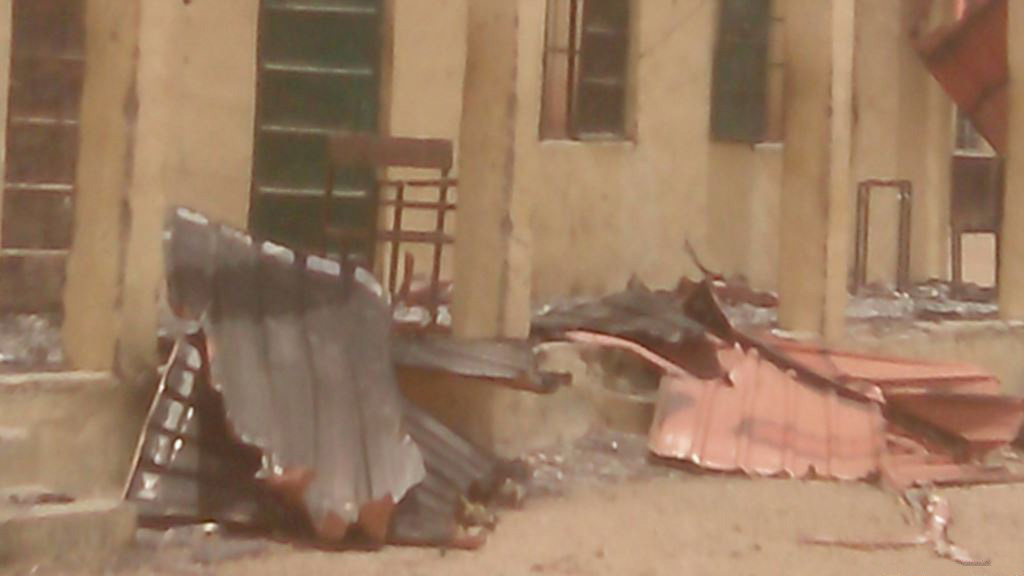
La escuela de Chibok, tras el ataque perpetrado por Boko Haram.

  - La escuela de Chibok, tras el ataque perpetrado por Boko Haram. En Chibok ocurre un secuestro de colegialas: se estima que 276 niñas y mujeres son secuestradas de una escuela en Nigeria y mantenidas como rehenes por el grupo terrorista conocido como Boko Haram.
- 15 de abril:
  - Eclipse lunar, el primero de una tétrada lunar («luna de sangre»), es decir, una serie de cuatro eclipses totales consecutivos que ocurren en intervalos de seis meses.
  - en Buenos Aires (Argentina), la «Dra. Alcira Pignatta» ―un conocido personaje anónimo (@drapignata) que durante varios años publicó polémicos tuits antisemitas, homofóbicos y xenófobos― sube a Twitter una fotografía del eclipse, pero involuntariamente lo hace desde la cuenta de Instagram de Hernán Lombardi (53), ministro de Cultura de Buenos Aires.[75]
- 16 de abril: Al menos 280 personas murieron y 100 siguen desaparecidas tras el naufragio del Sewol en Corea del Sur.
- 17 de abril:
  - Estados Unidos, la Unión Europea, Rusia y Ucrania alcanzan un acuerdo en Ginebra según el cual el gobierno de este último país introducirá cambios en la Constitución para dotar a Ucrania de una estructura federal y para garantizar el respecto de las minorías a cambio del desarme de las milicias prorrusas y del desalojo de los edificios oficiales que han ocupado.[76]
  - En Ciudad de México, muere el escritor colombiano Gabriel García Márquez (premio nobel de literatura) a los 87 años.
  - Elecciones presidenciales en Argelia. El presidente Abdelaziz Buteflika es reelegido para un tercer mandato.[77]
- 18 de abril: un terremoto de 7,3 se registra en las costas de Estado de Guerrero, México dejando daños en casas y edificios en el estado de Guerrero y la Ciudad de México.
- 19 de abril: un meteorito impacta el oeste de Rusia sin reportar algún daño;[78] La comunidad científica presume que tenga relación con las Líridas del 22 de abril.[79]
- 21 de abril: Costa Rica y Ecuador finalizaron la delimitación marítima entre ambos iniciada en 1978, dando así por terminado todos los problemas territoriales de este último.
- 22 de abril: Lluvia de estrellas fugaces de las Líridas.
- 23 de abril: Fatah y Hamás anuncian el fin del conflicto que mantenían desde 2007 y la próxima formación de un gobierno de unidad palestina encabezado por Mahmud Abbas, líder de Fatah y presidente de la Autoridad Nacional Palestina (ANP).[80] Al día siguiente el gobierno israelí suspende las negociaciones de paz que mantenía con la ANP desde julio de 2013 bajo los auspicios de Estados Unidos.[81]
- 25 de abril: en Bangui (República Centroafricana) continua el cerco de miles de musulmanes por parte de las milicias «antibalaka» de mayoría cristiana.[82]
- 27 de abril: Canonización de los beatos Juan XXIII y Juan Pablo II por el papa Francisco.
- 29 de abril: eclipse solar anular.
- 30 de abril: una serie de tornados en el sur de Estados Unidos causan 35 muertos y numerosos daños materiales.[83]

### Mayo
- 1 de mayo: en Afganistán, las inundaciones dejan 135 muertos.
- 2 de mayo: en Afganistán mueren 2500 personas sepultadas tras el alud de tierras a causa de las inundaciones de los días anteriores.[84]
- 4 de mayo: en Panamá se celebran las elecciones generales. El vicepresidente Juan Carlos Varela es electo presidente.
- 5 de mayo: en Nigeria, una ola de manifestaciones exige que sean devueltas las 276 niñas secuestradas el pasado 15 de abril por la organización islamista Boko Haram.
- 8 de mayo:
  - Mario Draghi (presidente del Banco Central Europeo) anuncia que el banco tomará medidas extraordinarias en junio si se mantiene el riesgo de deflación en la eurozona Inmediatamente las bolsas subieron y el tipo de cambio del euro dejó de estar tan alto.[85]
  - El ANC revalida su mayoría absoluta en las elecciones generales en Sudáfrica de 2014.[86]
  - Luis Guillermo Solís toma posesión de la presidencia de Costa Rica.[87]
  - Rebrote de la tensión política en Venezuela. Opositores acusan al gobierno de Nicolás Maduro de ordenar el desmantelamiento de tres campamentos con la detención de 243 manifestantes.
- 10 de mayo: Final del festival de la Canción de Eurovisión 2014 en Dinamarca, ganado por Austria y la canción Rise Like a Phoenix de Conchita Wurst
- 11 de mayo: frente a la costa este de Trípoli (en Libia) se hunde una embarcación en la que viajaban inmigrantes. Al menos 40 personas murieron y otras 51 fueron rescatadas.
- 12 de mayo:
  - En Nueva York (Estados Unidos), la irlandesa Mairead Maguire y el argentino Adolfo Pérez Esquivel ―ambos premios nobel de la paz―, junto con un centenar de catedráticos de Estados Unidos y Canadá, solicitan a la organización estadounidense de derechos humanos Human Rights Watch que expulse de su junta directiva a todas las personas involucradas con el Gobierno de Estados Unidos y con la CIA (Agencia Central de Inteligencia) y a Javier Solana (exsecretario general de la OTAN).[88][89]
  - El Grupo SIN de Alicia Ortega incluyendo el noticiero y la programación se estrenan en Color Visión tras la salida de Antena Latina sucedido el pasado 30 de abril. Esfuerzos de rescate tras la tragedia minera del 13 de mayo de 2014.

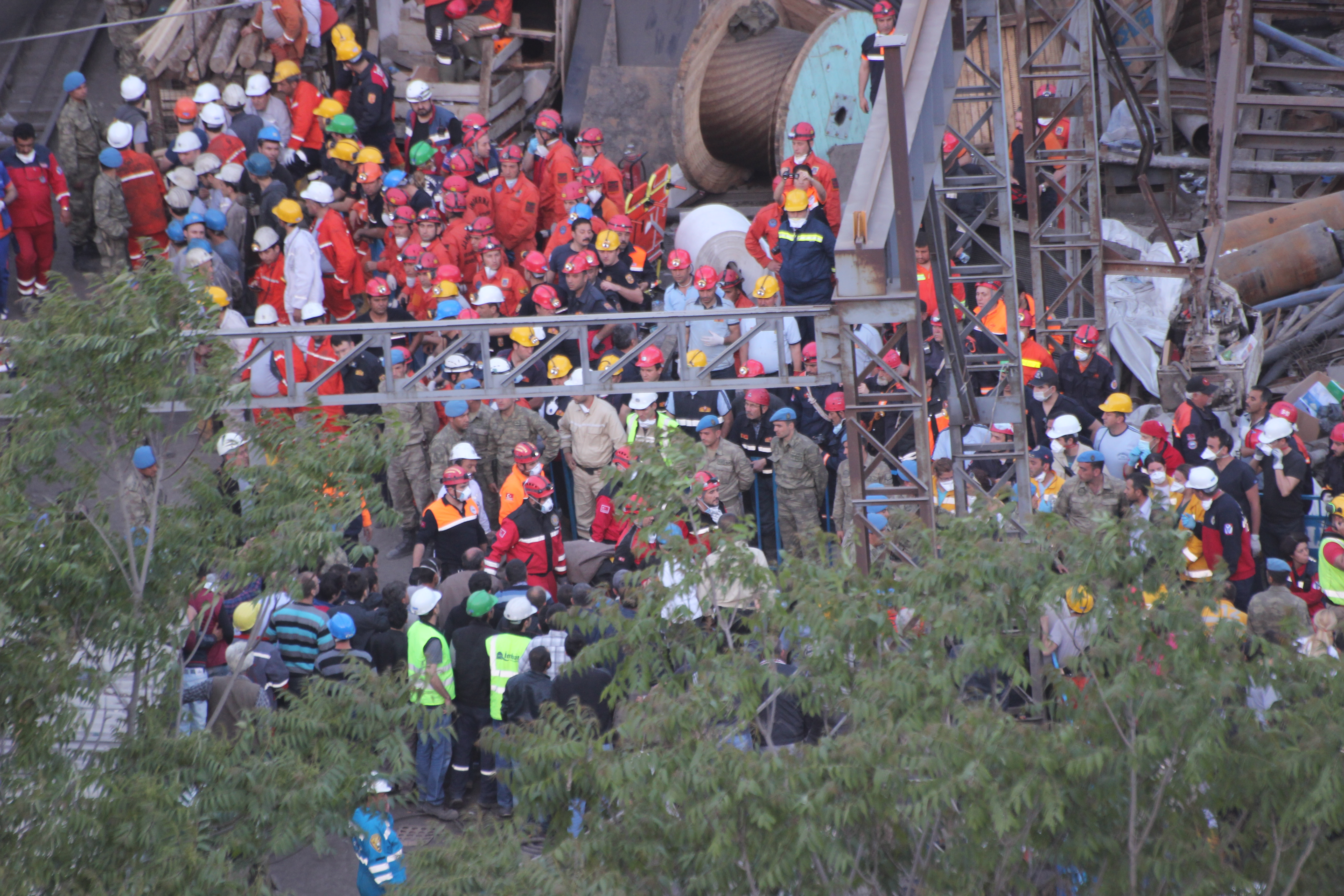
Esfuerzos de rescate tras la tragedia minera del 13 de mayo de 2014.

- 13 de mayo: en Turquía, un accidente minero causa 300 muertos. Protestas por la falta de seguridad en las minas en todo el país con graves enfrentamientos con la policía.[90]
- 15 de mayo:
  - Después de una manifestación pacífica cerca de la prisión israelí de Beitunia, en la Cisjordania palestina ocupada por Israel, policías israelíes impunes asesinan por la espalda a dos estudiantes palestinos: Nadim Nuwara (17 años, a las 13:45) y Mohammad Salameh (17 años, a las 14:58) en la matanza de Beitunia.[91]
  - Finalizan las elecciones generales en India con la victoria del partido nacionalista hindú Bharatiya Janata (BJP) de Narendra Modi.[92]
  - Oleada de protestas en Brasil a un mes de la celebración del Mundial de Fútbol.[93]
- 16 de mayo: Oleada de violencia antichina en Vietnam a causa de la instalación de una plataforma petrolífera china en las aguas de las islas Paracel cuya soberanía se la disputan los dos países.[94]
- 17 de mayo:
  - Finaliza el «rescate» financiero de Portugal.[95]
  - Un avión de la Fuerza Aérea de Laos con 14 personas se estrella en el norte del país.
  - Graves inundaciones dejan 20 muertos en Serbia y Bosnia-Herzegovina.
- 18 de mayo: Las autoridades rusas prohíben la manifestación de los tártaros de Crimea en Simferópol, la capital de la República de Crimea, en conmemoración de la deportación de esa minoría ordenada por Stalin en 1944.[96]
- 19 de mayo: fallece el expiloto australiano Jack Brabham.
- 20 de mayo:
  - 118 muertos en doble atentado terrorista en Nigeria.[97]
  - El ejército de Tailandia declaró la ley marcial en un sorpresivo anuncio efectuado en Bangkok, un hecho que recrudece la profunda crisis política que afecta a la nación. Los militares, sin embargo, negaron que se trate de un golpe de Estado.[98]
  - en Moscú (Rusia), un total de seis personas mueren en la colisión de dos trenes.[99]
- 21 de mayo: un tribunal egipcio declara culpable a Hosni Mubarak y lo condena a 4 años de prisión.[100]
- 22 de mayo:
  - Se produce un golpe de Estado en Tailandia, impulsado por las Reales Fuerzas Armadas tras meses de revueltas y crisis social.
  - La República Popular de Donetsk y la República Popular de Lugansk declaran la formación de Novorossiya, también conocida como la Unión de Repúblicas Populares.[101]
- 22 al 25 de mayo: se realizan las Elecciones al Parlamento Europeo.
- 24 de mayo:
  - Tres personas son asesinadas por un pistolero en un atentado antisemita en el Museo Judío de Bruselas.[102]
  - En Somalia, un ataque terrorista al Parlamento causa 25 muertos.
  - El Real Madrid gana la décima (10) UEFA Champions League tras vencer 4-1 al Atlético de Madrid en tiempo extra
- 24 al 26 de mayo: viaje del papa Francisco a Tierra Santa.
- 25 de mayo:
  - Se llevan a cabo Elecciones presidenciales en Colombia.
  - Edición 98° de las 500 Millas de Indianápolis de 2014.
  - Se llevan a cabo las elecciones presidenciales anticipadas de Ucrania, Petró Poroshenko es electo presidente.
- 26 de mayo:
  - El nacionalista hinduista Narendra Modi toma posesión como primer ministro de India, tras la victoria de su partido, el BJP, en las elecciones generales de India de 2014.[103]
  - Abdelfatah El-Sisi gana las primeras elecciones presidenciales egipcias tras el golpe de Estado del año anterior. El resultado ya era anticipado por la mayoría de los analistas internacionales y que calificaron de «poco equitativas".[104]
- 28 de mayo: en el Río de la Plata se estrella una avioneta que viajaba de regreso de Carmelo (Uruguay) a San Fernando (Argentina) con un resultado de 5 muertos.

### Junio
- 1 de junio:
  - En El Salvador, Salvador Sánchez Cerén toma de posesión como presidente.
  - Elecciones internas de los partidos políticos en Uruguay.
  - Al menos 200 muertos en otro supuesto ataque de Boko Haram en Nigeria.[105]

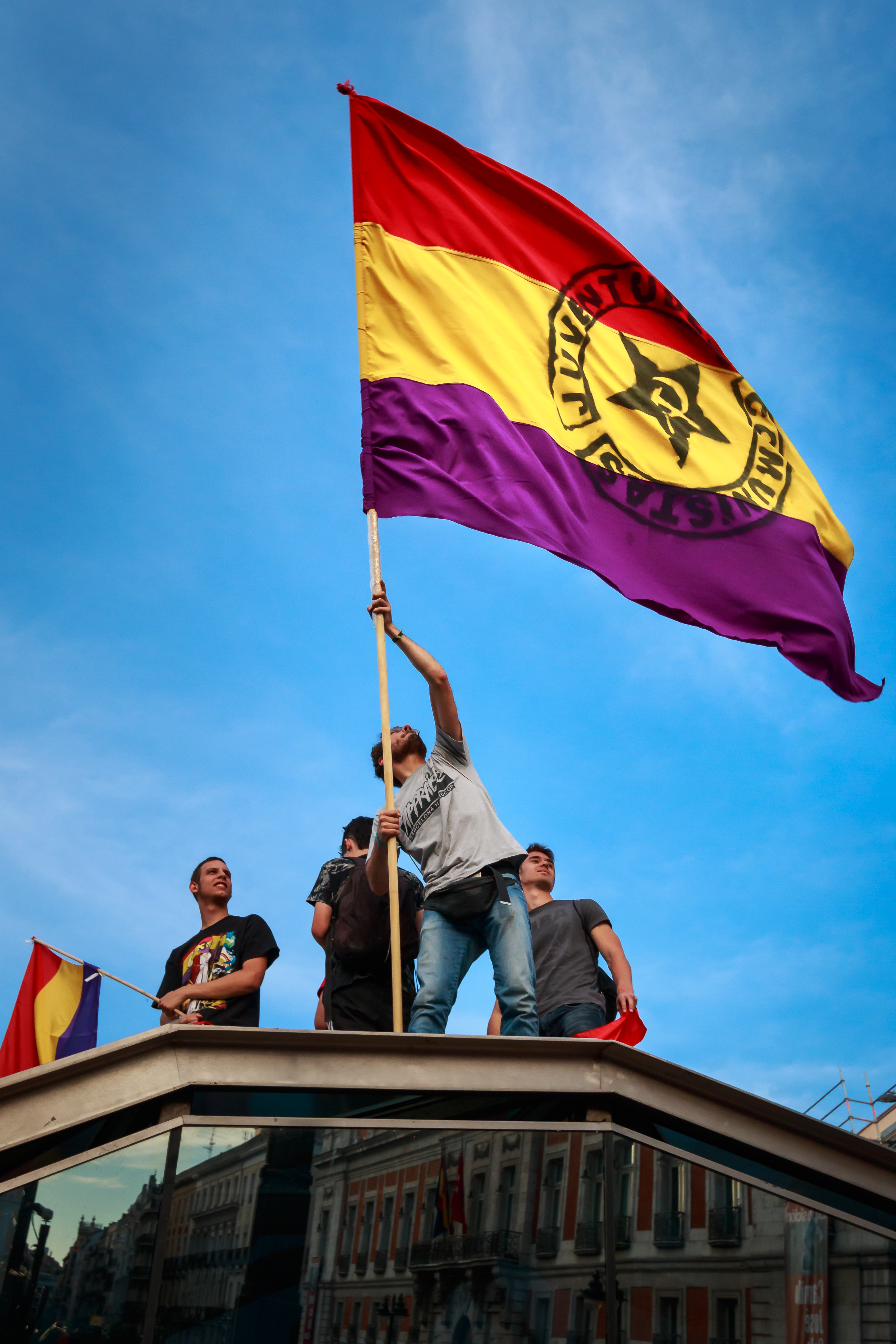
Manifestación pidiendo un referéndum por la III República en la Puerta del Sol tras el anuncio de abdicación del Rey Juan Carlos. Madrid, España. La bandera porta el logo de la Unión Juventudes Comunistas de España (UJCE).

- Manifestación pidiendo un referéndum por la III República en la Puerta del Sol tras el anuncio de abdicación del Rey Juan Carlos. Madrid, España. La bandera porta el logo de la Unión Juventudes Comunistas de España (UJCE).2 de junio: Anuncio de la abdicación de Juan Carlos I, rey de España.[106]
- 3 de junio:
  - en Nueva York (Estados Unidos), la ONG estadounidense Human Rights Watch afirma oficialmente que no expulsará de su junta directiva a Javier Solana (exsecretario general de la OTAN) ni a otros de sus más altos directivos que tienen relación directa con el gobierno de Estados Unidos y con la CIA (Agencia Central de Inteligencia).[107]
  - Sony anuncia el cese de ventas para la PSP.[108]
  - Se celebran elecciones para presidente en Siria, en las cuales Bashar al-Ásad resulta ser reelegido para el período 2014-2021.
- 5 de junio:
  - Un grupo militante sunita que ahora se llama a sí mismo Estado Islámico de Irak y el Levante (también conocido como ISIS, ISIL o Daesh) comienza una ofensiva a través del norte de Irak, con el objetivo de capturar la capital iraquí de Bagdad y derrocar al gobierno chiita dirigido por el primer ministro Nuri al Maliki.[109]
  - El presidente del Banco Central Europeo Mario Draghi anuncia un plan para reactivar la economía europea, debilitar el euro frente a otras divisas y hacer frente al riesgo de deflación.[110] La respuesta favorable de los mercados fue inmediata.[111]
  - En Las Vegas (estado de Nevada), un tiroteo deja 5 muertos.[112]
- 8 de junio: Abdelfatah El-Sisi asume el cargo de presidente de Egipto.[113]
- 8-9 de junio: un grupo armado no identificado ataca el Aeropuerto Internacional Jinnah (Karachi, sur de Pakistán) dejando 27 personas muertas; incluidos 10 terroristas, y 18 heridos. A las fuerzas de seguridad del aeródromo les tomó 6 horas recuperar el control en el lugar.[114]
- 10 de junio: en Irak, la banda terrorista Estado Islámico toma Mosul, la segunda ciudad de ese país.
- 12 de junio: Inauguración de la 20.ª edición de la Copa Mundial de Fútbol de 2014 por segunda vez en Brasil.
- 13 de junio: inicia la intervención militar internacional en contra de la banda terrorista Estado Islámico.
- 13 de junio: en Sudáfrica, la empresa Petra Diamonds ―que ha estado operando la mina Cullinan desde 2008― se encuentra un raro diamante de más de 122.52 quilates.
- 14 de junio:
  - Derribo del Ilyushin Il-76 de la Fuerza Aérea Ucraniana por parte de las fuerzas prorrusas del este del país.[115]
  - Segunda vuelta de las elecciones presidenciales de Afganistán.[116]
- 18 de junio: Reunión de Irak, Siria y Palestina y otros miembros de la Organización para la Cooperación Islámica (OCI) en la ciudad de Yida (Arabia Saudí) en la que son tratados los temas de la guerra civil siria, el avance de la banda terrorista Estado Islámico de Irak y el Levante (EIIL) hacia Bagdad y el reciente secuestro de 3 jóvenes israelíes desaparecidos la noche del 12 de junio en un cruce de caminos entre la ciudad de Hebrón y el complejo de colonias de Gush Etzion.[117]
- 19 de junio: Proclamación del rey Felipe VI de España, sucediendo a su padre Juan Carlos I.[118]
- 21 de junio: en España, se registran numerosas manifestaciones que rodean cada uno de los 17 parlamentos regionales (uno ubicado en cada comunidad autónoma) en contra de los recortes económicos, que son resultado de la crisis que aquejan al país desde 2008.[119]
- 21 de junio: en Doha (Catar), la Unesco declara a los Caminos del Inca (en el sur del Perú) Patrimonio Cultural de la Humanidad, en la 38.ª Reunión del Comité del Patrimonio Mundial del organismo especializado de las Naciones Unidas.[120]
- 25 de junio: La organización independentista corsa FLNC anuncia el abandono de la armas y hace un llamamiento a sus militantes para que continúen «la lucha por la liberación nacional» de Córcega a través de «las organizaciones políticas y sindicales".[121]
- 29 de junio:
  - Abu Bakr al-Baghdadi, líder de la banda terrorista Estado Islámico, se autoproclama «Califa Ibrahim; Gobernante de todos los Musulmanes del Mundo» en Mosul, durante las celebraciones por el inicio del Ramadán, y dice que expandirá el califato.
  - El diario ecuatoriano Hoy es publicado una última vez en papel y lo empieza hacer de manera digital desde el día siguiente. Afirma que lo hace debido a un «boicot publicitario» y a las regulaciones restrictivas de una ley de comunicación que fue impulsada por el presidente Rafael Correa, vigente desde junio de 2013.[122]
- 30 de junio: en Tlatlaya, México un grupo de 22 civiles, presuntamente de una banda de narcotráfico, mueren a manos de militares en una bodega donde dormían. Este hecho después sería conocido como la Matanza de Tlatlaya.

### Julio
- 1 de julio: en Panamá, sucede en la jefatura del Estado Juan Carlos Varela a Ricardo Martinelli tras vencer en los comicios de mayo a José Domingo Arias.[123][124][125][126]
- 4 de julio:
  - El parlamento de Rusia condona el 90 % de la deuda que contrajo Cuba con la extinta Unión Soviética y que ascendía a 35 000 millones de dólares. El 10 % restante se dedicará a inversiones en la isla.[127]
  - En el municipio de El Corpus (Honduras) son rescatados 3 de los 11 mineros que estaban atrapados desde el 2 de julio en la mina San Juan de Arriba. Se espera el rescate de los otros 8 que perecieron en el interior del yacimiento al no poder ser ayudados a salir a tiempo.[128][129][130][131]
- 5 de julio:
  - Fallecen 11 personas y una queda herida tras estrellarse una avioneta en el suroeste de Polonia, precisamente en la ciudad de Częstochowa.[132][133][134]
  - En el marco de la ofensiva decretada por el recién elegido presidente de Ucrania, Petro Poroshenko, para acabar con la rebelión prorrusa del este del país, el ejército ucraniano toma la localidad de Slóviansk, obligando a las milicias secesionistas a replegarse hacia Donetsk.[135]
  - Se difunde por Internet un vídeo en el que aparece el autoproclamado califa Ibrahim —Abu Bakr al-Baghdadi, líder de la banda terrorista Estado Islámico— dando un sermón en la Gran Mezquita de Mosul.[136]
- 6 de julio: logran escapar en Nigeria unas 63 mujeres, de las 68 que habían sido secuestradas por el grupo terrorista Boko Haram en junio, en la localidad de Damboa (Borno).[137][138][139]
- 8 de julio: El ejército israelí bombardea a la población civil de la Franja de Gaza (Palestina) dentro de la operación Margen Protector.

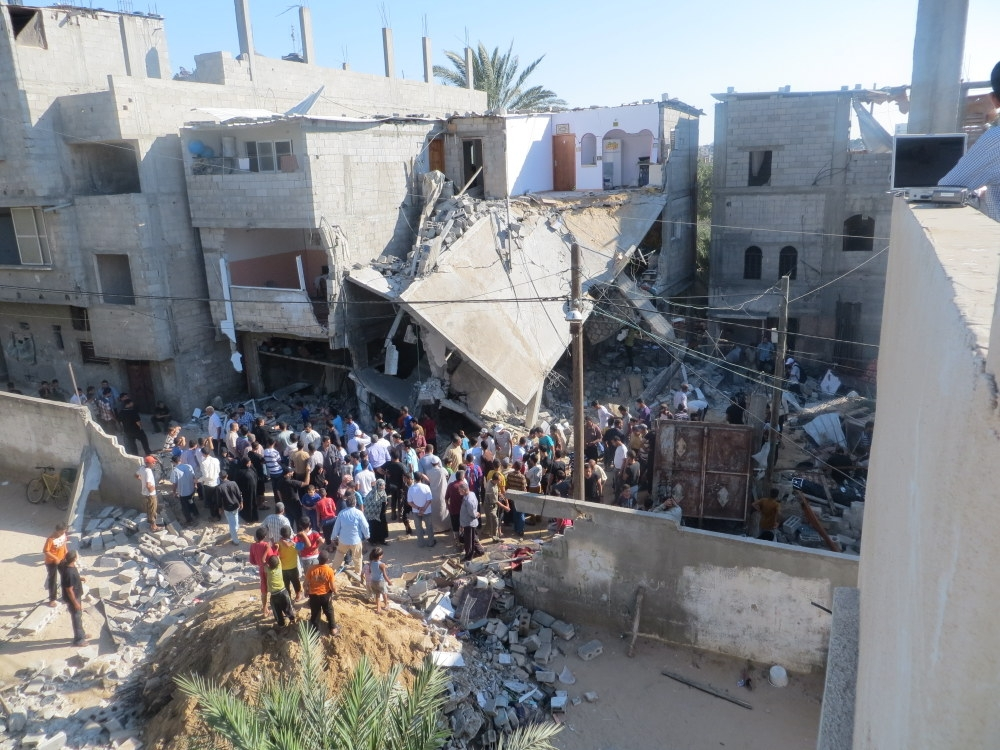
El ejército israelí bombardea a la población civil de la Franja de Gaza (Palestina) dentro de la operación Margen Protector.

  - en la Franja de Gaza (Palestina), el ejército israelí inicia la operación Margen Protector contra la población civil palestina, la cual venía realizando actos de manifestación en repudio a los asesinatos de Beitunia perpetrados dos meses antes por la policía israelí contra dos niños de 16 y 17 años. En la operación Acantilado Poderoso (entre el 8 de julio y el 26 de agosto, los israelíes asesinarán a 2310 hombres, mujeres y niños civiles palestinos.[91]
  - en Nueva York (Estados Unidos), la irlandesa Mairead Maguire y el argentino Adolfo Pérez Esquivel, ambos premios nobel de la paz, junto con un centenar de catedráticos de Estados Unidos y Canadá, ante la negativa de la organización estadounidense de derechos humanos Human Rights Watch, solicitan por segunda vez ―la primera fue el 12 de mayo de 2014― que expulse de su junta directiva a Javier Solana (ex secretario general de la OTAN) y a todas las personas involucradas con la CIA (Agencia Central de Inteligencia) o con el Gobierno de Estados Unidos. Esta segunda carta directamente no fue respondida.[140][141][142]
  - en el sureño distrito de Al Mahfad (Yemen), el ejército encuentra apuntes de un alumno de la banda terrorista islamista Al Qaeda en un campo de entrenamiento abandonado recientemente por el grupo terrorista en las montañas de ese país.[143]
  - en la semifinal del mundial de fútbol, Alemania se clasificó para la final tras golear 7-1 a Brasil, Selección anfitriona del torneo y 5 veces campeona del mundo, causando impacto a nivel internacional y convirtiéndose en uno de los sucesos más importantes en la historia del fútbol. En este partido el jugador alemán Miroslav Klose se convirtió en el máximo goleador de la historia de las copas mundiales al anotar su gol 16.
- 9 de julio:
  - Francia niega haber modificado su política penitenciaria al trasladar a 2 convictos de ETA a la cárcel de Mont-de-Marsan; la más cercana a País Vasco, que era su región principal de operaciones.[144][145][146]
  - en Canadá son encontrados fósiles de erizos arcaicos que pertenecerían al período del Eoceno llamándoseles Silvacola acares (pequeño habitante del bosque), la mayoría no supera los 5 cm de longitud. El hallazgo fue realizado fue realizado en el Parque Provincial de Driftwood Canyon, en el norte de Columbia Británica, por las universidades de Pensilvania, de Colorado y de Brandon.[147][148]La tetracampeona Alemania de los Mundiales de Fútbol.

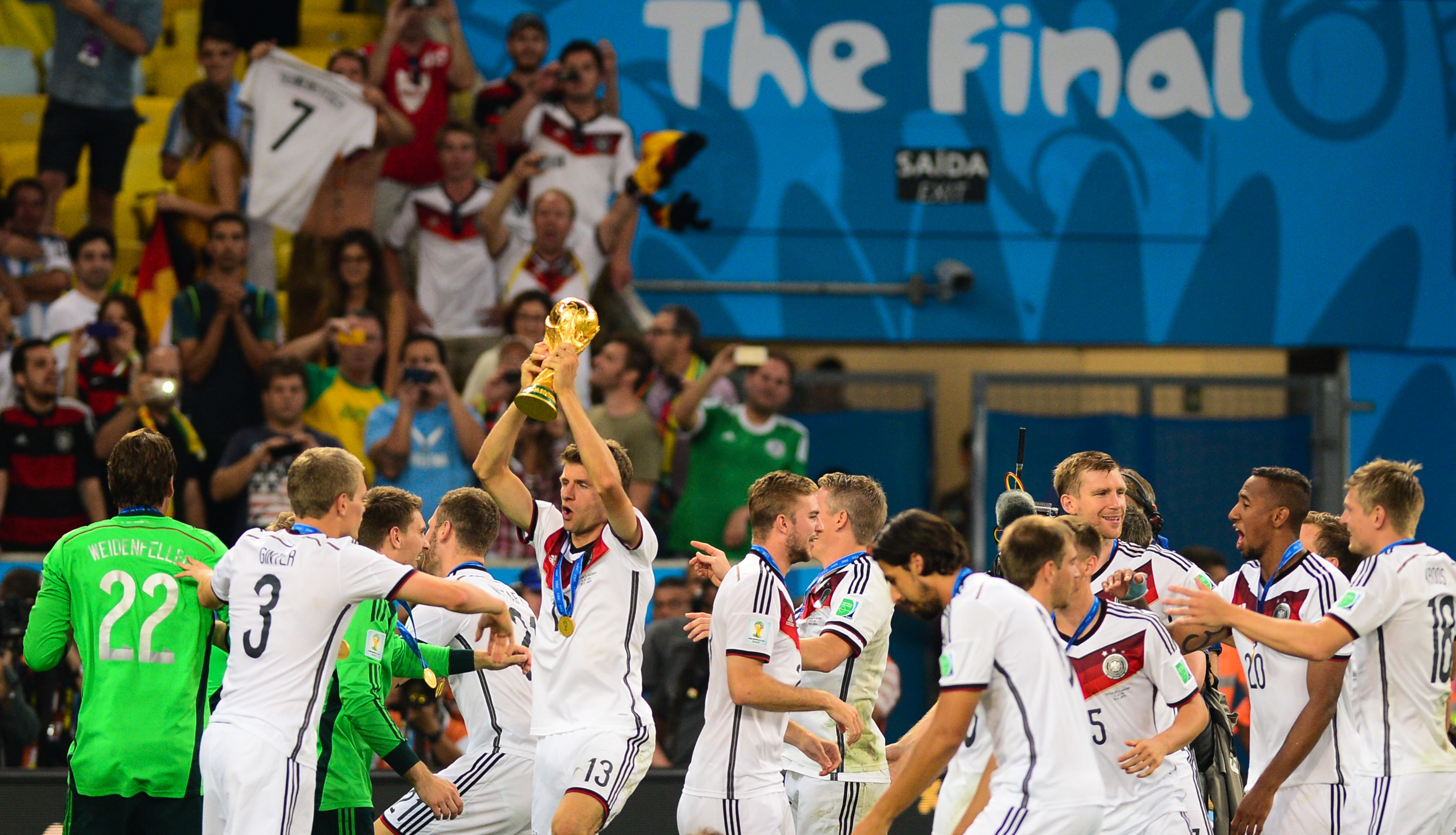
La tetracampeona Alemania de los Mundiales de Fútbol.

- 13 de julio: en Río de Janeiro (Brasil) Finaliza la Copa Mundial de Fútbol de 2014, y la Selección de Alemania finaliza campeón del mundo por cuarta vez tras derrotar a la Selección de Argentina 1-0 en tiempo extra con gol del alemán Mario Gotze.
- 14 de julio: un barco norcoreano encalla en el puerto de Tuxpan, Veracruz, destruyendo más de 3000 metros cuadrados de arrecife de coral.
- 15 de julio: el gobierno colombiano y las FARC reanudan los diálogos de paz tras las elecciones.[149]

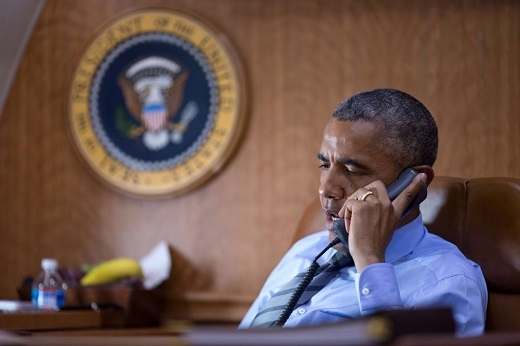
El presidente Obama ante la tragedia del Vuelo del 17 de Malaysia Airlines.

- El presidente Obama ante la tragedia del Vuelo del 17 de Malaysia Airlines.17 de julio: el Vuelo 17 de Malaysia Airlines se estrella en la ciudad ucraniana de Grabovo, en el este de Ucrania por un misil. No hubo sobrevivientes y 298 muertos.
- 18 de julio: el Parlamento de Georgia ratificaría el Acuerdo de Asociación con la Unión Europea, firmado el último 27 de junio.[150]
- 21 de julio:
  - Pierden la vida 33 personas y más de 8 000 000 resultan afectadas en las provincias chinas de Guǎngxī, Guǎngdōng, Yúnnán y Hǎinán, todas localizadas al sur de China, por el paso del tifón «Rammasun".[151][152]
  - Massachusetts: emitido el primer fallo condenatorio del atentado de la maratón de Boston (abril de 2013), que sentencia a un amigo del principal sospechoso del doble homicidio (Dzhokhar Tsarnaev) por obstaculizar la investigación. Azamat Tazhayakov fue declarado culpable de ocultar una mochila perteneciente a su compañero de universidad.[153][154]
- 22 de julio: se inaugura oficialmente los Jardines de Pereda de Santander (España) tras su remodelación y ampliación.
- 23 de julio:
  - el Vuelo 222 de TransAsia Airways, con destino en Magong (Taiwán), se estrella en las Islas Pescadores al intentar hacer un aterrizaje de emergencia. 48 personas fallecieron y 10 resultaron heridas.[155][156]
  - Comienzan los XX Juegos de la Mancomunidad en Glasgow (Reino Unido).
- 24 de julio: el Vuelo 5017 de Air Algérie, que partió del aeropuerto de Uagadugú, en Burkina Faso, hacia el aeropuerto Internacional Houari Boumedienne de Argel, capital de Argelia, se estrelló en el norte de Malí. No hubo supervivientes.[157][158][159]
- 26 de julio: en España, Pedro Sánchez es elegido secretario general del PSOE.

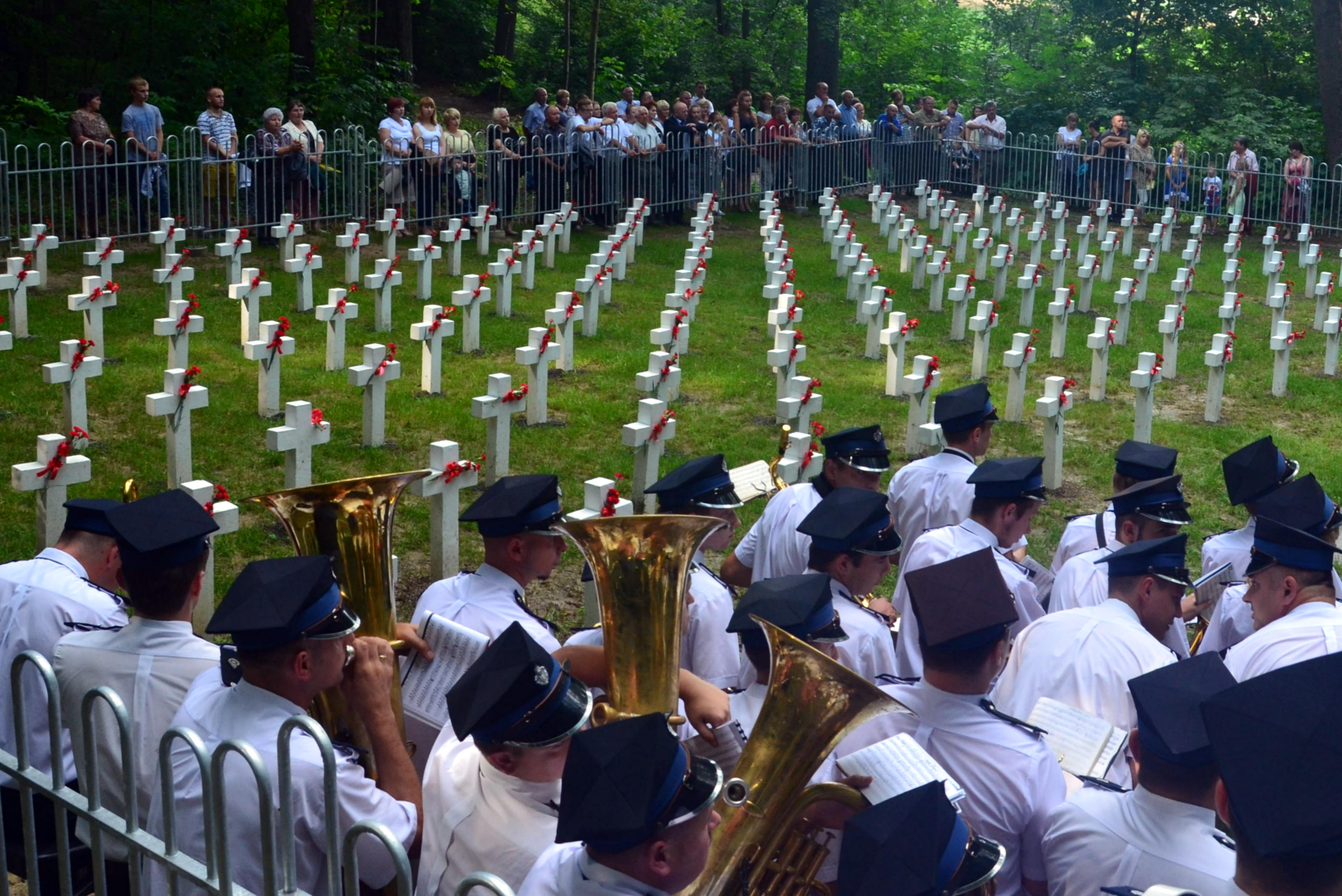
Centenario de la Primera Guerra Mundial.

- Centenario de la Primera Guerra Mundial.28 de julio: 100 años del comienzo de la Primera Guerra Mundial (Austria-Hungría declaraba la guerra a Serbia).
- 30 de julio: se inaugura el Metro de Málaga
- 31 de julio: en la Universidad Estatal de Carolina del Norte (Estados Unidos), dos científicos anuncian que desarrollaron la vacuna contra el virus de chikunguña.

### Agosto
- 3 de agosto: finalizan los XX Juegos de la Mancomunidad en Glasgow, Reino Unido.
- 4 de agosto:
  - El papa Francisco desautoriza y revoca la suspensión a divinis del ejercicio del sacerdocio con la que el papa Juan Pablo II ―treinta años antes, en el marco de la Guerra fría― había castigado a los sacerdotes nicaragüenses Ernesto Cardenal (59), Fernando Cardenal (50, hermano del anterior), Miguel d'Escoto (51) y Edgard Parrales, debido a la adscripción de estos a la teología de la liberación.
  - Una amenaza obliga a que un avión de Qatar Airways fuera custodiado por un caza británico cuando se aproximaba al aeropuerto de Mánchester.
- 7 de agosto: 2.ª toma de posesión de Juan Manuel Santos para la presidencia de Colombia para el período 2014-2018.
- 10 de agosto:

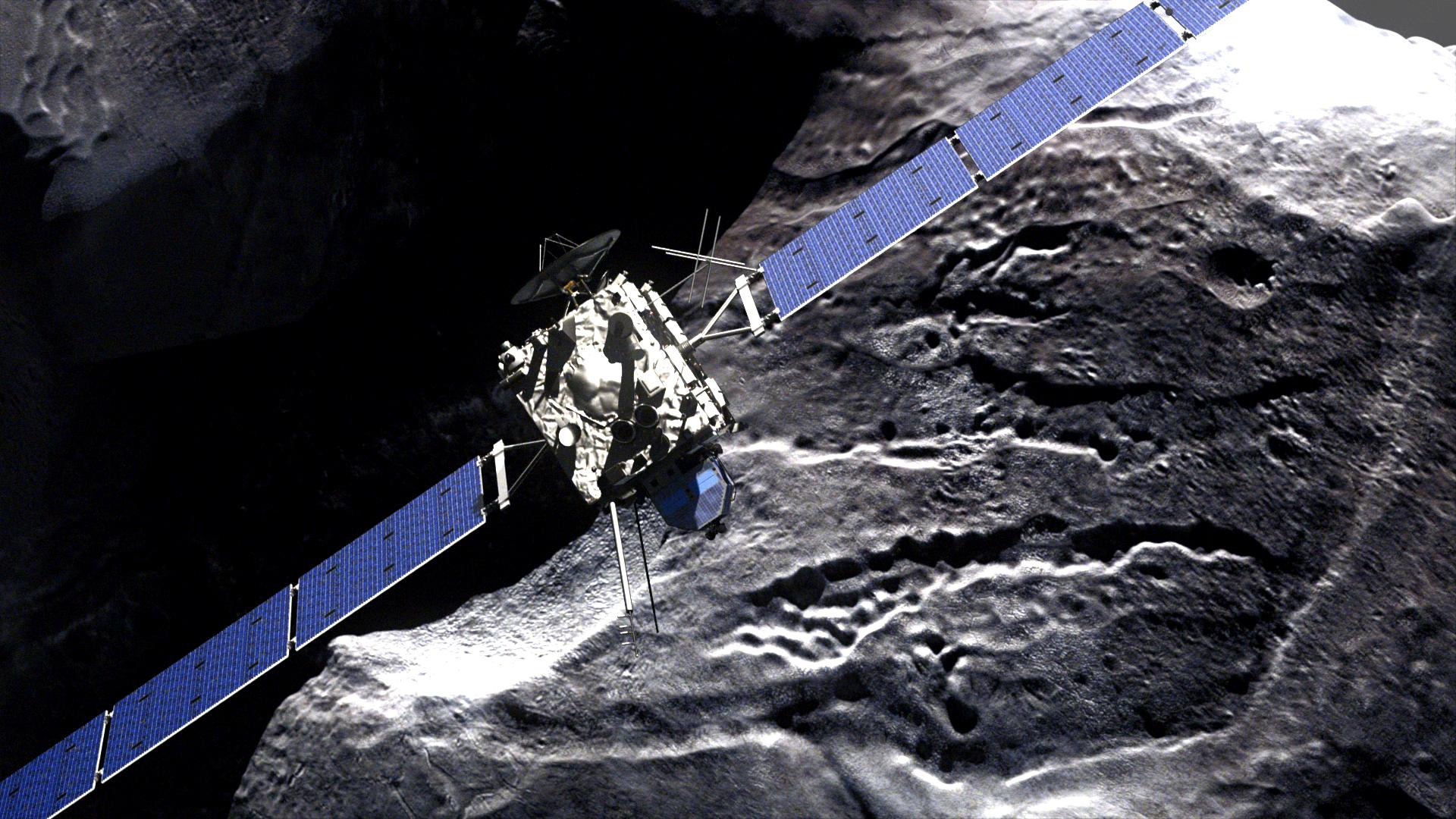
Recreación de Rosetta en contacto con el cometa.

  - Recreación de Rosetta en contacto con el cometa. Por primera vez en la Historia, una sonda terrestre se acopla a un cometa. Es la sonda Rosetta acoplada al cometa 67P/Churyumov-Gerasimenko, a unos 405 millones de kilómetros de la Tierra (en comparación, una ua [‘unidad astronómica’, o sea, la distancia media entre la Tierra y el Sol] mide unos 150 millones de kilómetros.
  - En el estado de Sonora (México), una mina de cobre de Grupo México contamina el río Bacanuchi con 40 000 metros cúbicos de sustancias tóxicas (lixiviados de cobre).
- 11 de agosto: en Estados Unidos, el actor y comediante Robin Williams se suicida tras atravesar una fuerte etapa depresión. Tres días después su esposa reveló que el actor padecía de Parkinson.[160]
- 12 de agosto: en Quito (Ecuador) sucede un fuerte terremoto de magnitud 5.1 en la escala de Richter que se registró a 7.7 km de profundidad, dejando 4 fallecidos y 10 heridos.
- 13 de agosto: centenario de la firma de los Tratados de Teoloyucan.[161]
- 16 de agosto:
  - En Nankín (China) comienzan los II Juegos Olímpicos de la Juventud.
  - En Férguson (estado de Misuri) se registran saqueos y manifestaciones por la muerte violenta del joven afrodescendiente Michael Brown a manos del policía Barren Wilson.
  - El gobernador de Misuri, Jay Nixon, declara el estado de emergencia y ordena un toque de queda en la localidad de Ferguson, donde se han repetido serios disturbios después de que la semana pasada la policía matara al joven afrodescendiente Michael Brown.

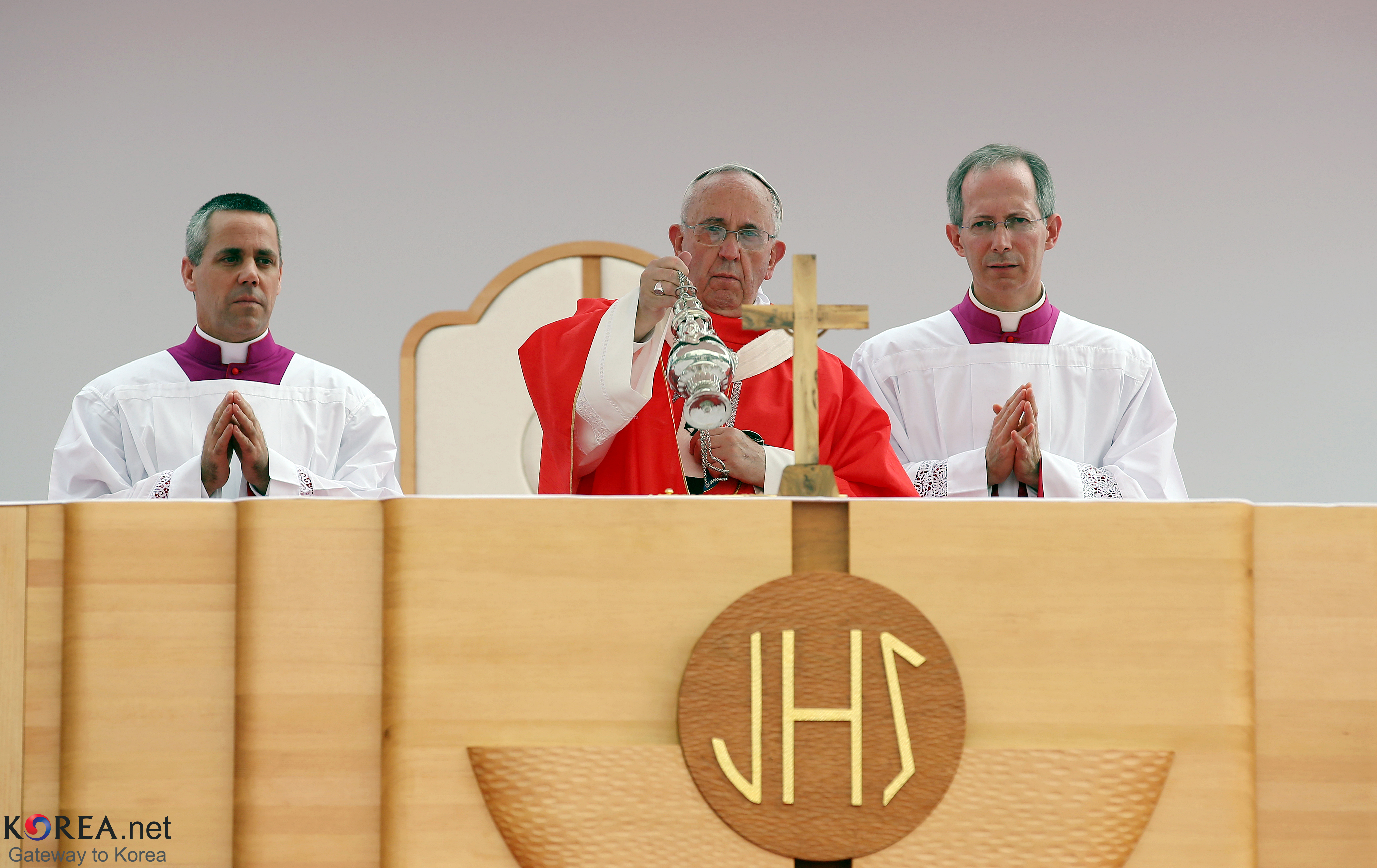
El papa Francisco en su misa de beatificación por Asia.

  - El papa Francisco en su misa de beatificación por Asia. En Corea del Sur, el papa Francisco beatifica a 124 mártires coreanos, durante su viaje apostólico.
- 20 de agosto:
  - En un barrio de Hiroshima (Japón) grandes deslaves de tierra destruyen un barrio, falleciendo 50 personas.
  - Descubren una comunidad bacteriana de 4000 especies en un lago bajo el hielo de la Antártida como su ecosistema.
- 23 de agosto:
  - En la Antártida se desprende un iceberg de hielo de 748 km de longitud.
  - El volcán Bardarbunga (en Islandia) ha puesto en alerta roja al país después de que entrara en una pequeña erupción subglaciar. Podría entrar en erupción en cuestión de horas, por lo que las autoridades ya han emitido una prohibición para que los aviones no sobrevuelen la zona ante posibles emisiones de ceniza.
- 24 de agosto: A las 3:20 a. m. un sismo de 6.0 en la escala de Richter impacta en la bahía de California, cerca de San Francisco, Napa y Vallejo. El terremoto dejó más de 87 heridos. El gobernador de California Jerry Brown declaró el estado de emergencia debido a que el terremoto dejó más de 20,000 casas sin electricidad y provocó varios incendios y daños materiales.
- 28 de agosto:
  - El Gobierno provisional libio presenta su renuncia ante el Parlamento.
  - Finalizan los II Juegos Olímpicos de la Juventud en Nankín (China).
- 30 de agosto: Finaliza la temporada 2014 de la IndyCar Series.
- 31 de agosto:
  - En Piedras Negras (México), una explosión cuya causa fue gas concentrado destruyó parte del edificio de la aduana de Piedras Negras que se encuentran en el puente internacional uno, el cual comunica al municipio fronterizo Eagle Pass, Texas.El estallido dejó más de 6 lesionados y un muerto.
  - En Tierra Blanca (México), un nuevo derrame de petróleo de la compañía petrolera Pemex que contamina más de seis kilómetros del río Hondo y ocasiona la muerte de un gran número de vida salvaje de la región afectada.

### Septiembre
- 1 de septiembre: Partido Interreligioso por la Paz en Roma, organizado por el papa. Marcador 6:3.[162]
- 2 de septiembre: sale a la venta la cuarta entrega de la popular franquicia de videojuegos Los Sims 4
- 4 de septiembre: el presidente del Banco Central Europeo, Mario Draghi, anuncia una serie de medidas para acabar con el riesgo de deflación en la zona euro.[163]
- 4 de septiembre: Inicio de la Cumbre de Newport de 2014 de la OTAN.[164]
- 5 de septiembre:
  - en la cumbre de la OTAN en Newport diez países liderados por Estados Unidos deciden coaligarse para frenar la ofensiva en Irak de la banda terrorista Estado Islámico.[165]
  - En Minsk las milicias prorrusas y el gobierno ucraniano alcanzan un acuerdo de alto el fuego.[166]
  - Se estrella una avioneta Piper Navajo en Puerto Santander (Colombia); fallecen 10 ocupantes de la aeronave.
- 9 de septiembre: Apple presentará la nueva edición del iPhone, iPhone 6 y iOS8, se estima que costará entre 900 y 1000 euros.
- 9 de septiembre: Atentado terrorista en Chile deja 14 heridos, en el municipio santiaguino de Las Condes, el artefacto que estalló contenía elementos metálicos lo que hizo más dañino el ataque terrorista a sus víctimas.
- 14 de septiembre: elecciones generales en Suecia.
- 15 de septiembre: La empresa desarrolladora de Minecraft, Mojang AB es comprada por la multinacional Microsoft.
- 16 de septiembre: Científicos prueban mensaje telepático mediante tecnología entre India y Francia.[167]
- 17 de septiembre: el partido FiyiFirst, del líder golpista Frank Bainimarama, encabeza el escrutinio preliminar de las elecciones legislativas, las primeras desde la asonada militar de 2006.[168]

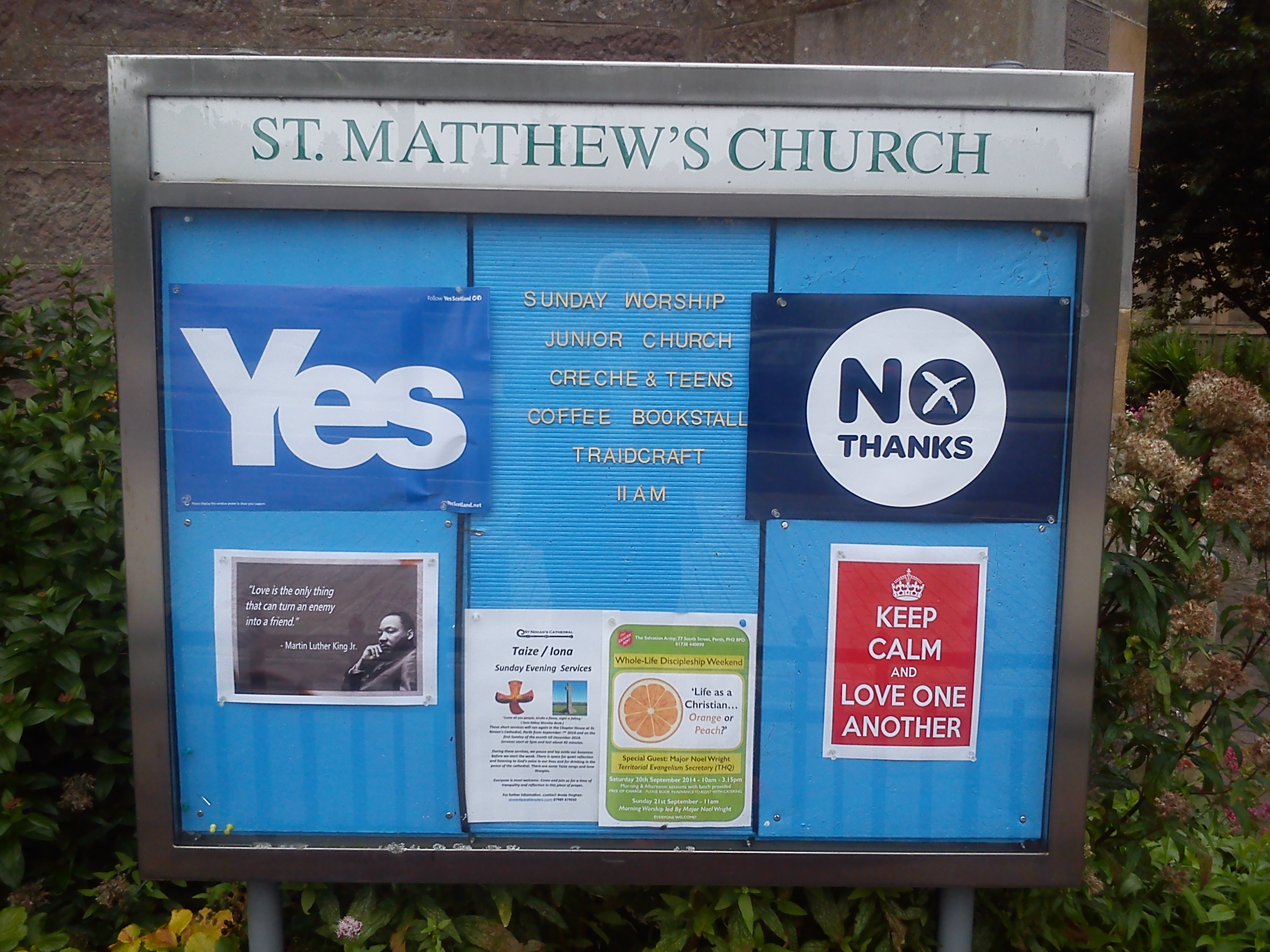
Campaña sobre el Referéndum para la independencia de Escocia de 2014.

- Campaña sobre el Referéndum para la independencia de Escocia de 2014.18 de septiembre: en el referéndum de independencia escocés de 2014, Escocia vota en contra de la independencia del Reino Unido.
- 18-19 de septiembre: Los rebeldes Hutíes atacan como bombas la sede de la televisión estatal en Yemen, que lograron tomar. Y los combates se extienden por las calles de Saná acercándose al Palacio presidencial.[169] La universidad de la ciudad tuvo que suspender sus clases debido a la caída de un mortero en el campus, lo mismo que otras cuatro universidades privadas cercanas.[170][171]
- 21 de septiembre: Visita del papa Francisco a Albania.[172][173]
- 23 de septiembre:
  - Como parte de la guerra contra Estado Islámico, Estados Unidos empieza a bombardear Siria con la guerra civil de por medio.
  - Suleiman Abu Ghaith, yerno de Osama Bin Laden y exportavoz de Al Qaeda, es declarado culpable de tres cargos de terrorismo y condenado a prisión perpetua en Nueva York.[174][175]
- 24 de septiembre: Descubren vapor de agua en un pequeño exoplaneta.
- 26 de septiembre: Desaparición forzada de 43 estudiantes normalistas de Ayotzinapa en Iguala, Guerrero, México.

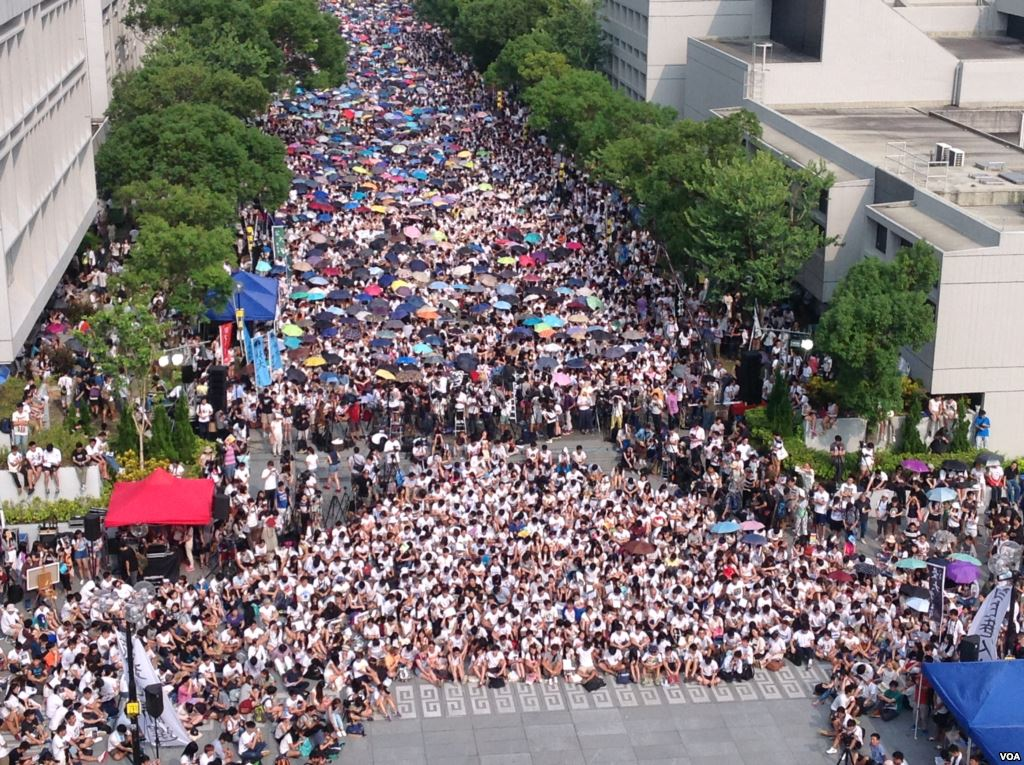
Protesta estudiantil de Hong Kong, que crecería hasta las desbordantes protestas de los meses siguientes.

- Protesta estudiantil de Hong Kong, que crecería hasta las desbordantes protestas de los meses siguientes.28 de septiembre: en Hong Kong, Benny Tai Yiu-ting anuncia el lanzamiento de Occupy Central, ya que la sede del gobierno de Hong Kong está siendo ocupada por miles de manifestantes. La policía de Hong Kong recurre a gases lacrimógenos para dispersar a los manifestantes, pero miles de personas siguen allí.
- 29 de septiembre: el Tribunal Constitucional de España suspende la ley de consulta y la convocatoria de consulta sobre la independencia de Cataluña.[176]

### Octubre
.
- 1 de octubre: explosión en fábrica de Bulgaria deja al menos 10 muertos.
- 5 de octubre:
  - Se celebra la primera vuelta de las elecciones generales en Brasil.
  - Se celebran Elecciones municipales en Perú.
  - Suecia se convierte en el primer país de la Unión Europea en reconocer al Estado de Palestina.[177]
  - En un calle de Roma fallece en accidente de tránsito el expiloto Andrea de Cesaris.
- 5-19 de octubre: en la Ciudad del Vaticano se lleva a cabo el sínodo extraordinario de obispos sobre la familia dirigido por el papa Francisco.
- 12 de octubre: el presidente boliviano, Evo Morales, alcanza la reelección con el 61,36 % de votos, dejando a su más cercano oponente, Samuel Doria Medina, con el 24,23 %. No habrá 2.ª vuelta al haber superado el ganador el 50 %.[178]
- 16 de octubre: Argentina envía al espacio exterior su octavo satélite artificial, el ARSAT-1, primero en ser construido y desarrollado en el país.
- 18 de octubre: Japón concibe su primer avión civil en medio siglo.[179]
- 19 de octubre: en la Ciudad del Vaticano, el papa Francisco beatifica al papa Pablo VI.
- 23 de octubre: en Lima (Perú) el Congreso de la República aprueba en primera votación prohibir la reelección inmediata para presidentes regionales y alcaldes, así como el cambio de denominación del primero a «gobernador regional". Al ser necesario reformar la Constitución, se requerirá una segunda votación para marzo.[180][181][182]
- 24 de octubre: a 113 km al noroeste de Roswell (estado de Nuevo México), Alan Eustace (57), vicepresidente de Google, se lanza desde un globo aerostático a 41,43 km de altura. El récord de altitud de 38.97 km de altura había sido establecido por Félix Baumgartner (1969‑2025) el 14 de octubre de 2012.[183]
- 26 de octubre:
  - Se lleva a cabo la primera vuelta de las elecciones nacionales en Uruguay.
  - Se lleva a cabo la segunda vuelta de laselecciones generales en Brasil, Dilma Rousseff es reelecta para un segundo mandato.
- 28 de octubre: fallece el presidente de Zambia, Michael Sata (77), en un hospital de Londres.[184][185][186]
- 27 de octubre: La cantante estadounidense Taylor Swift, lanzó su álbum 1989.
- 31 de octubre: en Burkina Faso, un golpe de Estado acaba con el gobierno de Blaise Compaoré, quien había durado 27 años en el poder, asume en su lugar Isaac Zida como nuevo presidente interino del país.[187][188]

### Noviembre

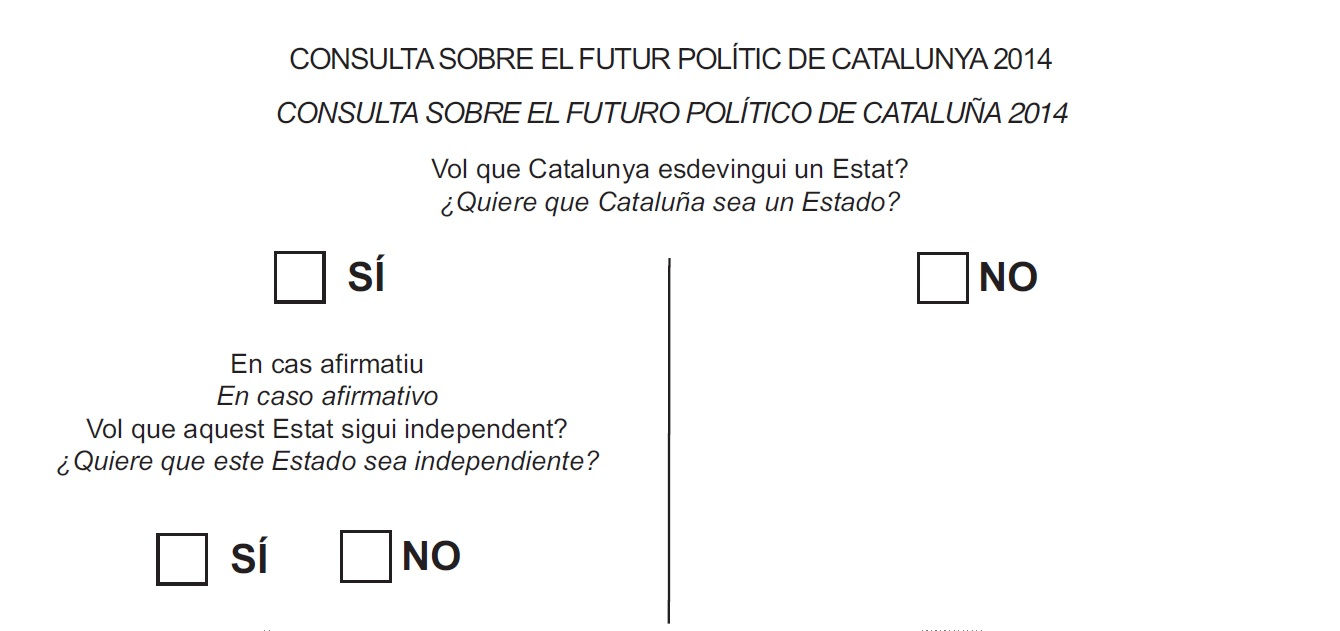
Papeleta diseñada para la elección simbólica en Cataluña.

- 1 de noviembre: el Tribunal Constitucional de Ecuador autoriza a la Asamblea Nacional, de mayoría oficialista, a enmendar la Constitución, para introducir la reelección indefinida a todos los cargos públicos sometidos a sufragio popular, lo que permitiría al presidente Rafael Correa gobernar más allá de 2017.[189][190][191][192]
- 2 de noviembre: terremoto de 7,1 grados de magnitud en escala de Richter sacude el Pacífico Sur.[193] No hubo desastres que lamentar.

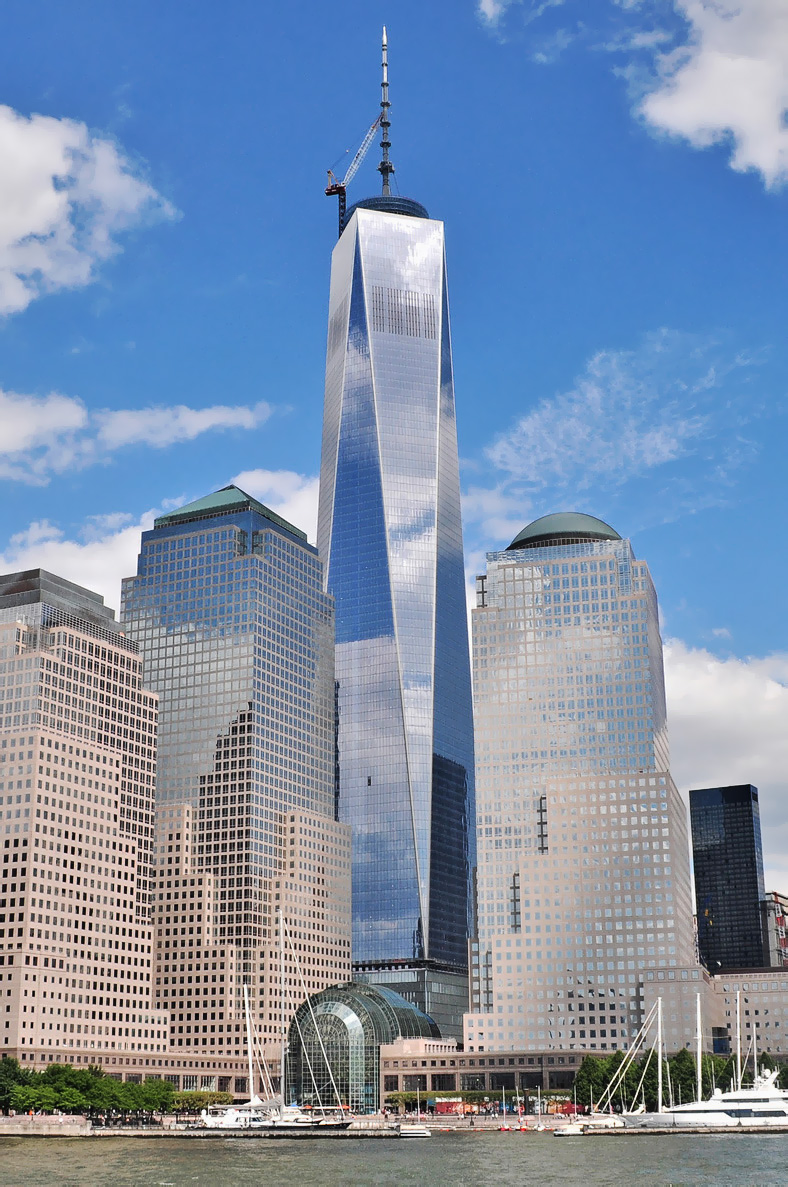
Edificio One World Trade Center, que reemplazará al anterior, destruido en los atentados del 11-S.

- Edificio One World Trade Center, que reemplazará al anterior, destruido en los atentados del 11-S.3 de noviembre: el One World Trade Center de New York abre sus puertas reemplazando las torres gemelas destruidas el 11 de septiembre de 2001.
- 6 de noviembre: el Parlamento de Mongolia aprueba la destitución del primer ministro, Norov Altankhuyag, en un momento en el que el país atraviesa una crisis económica derivada de la caída de los precios del carbón, el cobre y el oro y de la bajada de las inversiones extranjeras.[194][195]
- 7 de noviembre: una manifestación tiene lugar frente a la Real Academia Española.[196][197][198]
- 8 de noviembre: Corea del Norte libera a 2 ciudadanos estadounidenses, acusados uno de proselitismo y el otro de espionaje. Tenían condenas de trabajos forzados.[199][200][201]
- 9 de noviembre: Celebración de la consulta popular no referendaria sobre el futuro político de Cataluña[202][203]
- 12 de noviembre: Aterrizaje de la sonda Philae en el cometa 67P/Churiumov-Guerasimenko.[204]
- 14 de noviembre: Inicio de los Juegos Centroamericanos y del Caribe de Veracruz en México.
- 15 de noviembre: se lleva a cabo la cuarta actualización de Bitcoin Cash y como producto de una división de la comunidad se origina también una nueva moneda llamada Bitcoin SV.
- 16 de noviembre:
  - Elecciones presidenciales de Rumania de 2014: Klaus Iohannis será el nuevo presidente de Rumania.
  - Cumbre del G-20 de Brisbane.
- 17 de noviembre: Más de 2000 estudiantes de Macedonia celebraron el día internacional del estudiante en una protesta en Skopie.
- 21 de noviembre:
  - Los 5 partidos políticos proeuropeos del Parlamento ucraniano firman un histórico acuerdo de coalición por el que se comprometen a integrar al país dentro de la Unión Europea y de la OTAN.[205][206]
  - El Gobierno ucraniano realiza una ceremonia en honor a los fallecidos durante el Euromaidán, y en su 1.er aniversario. Estuvo presente el presidente Petro Poroshenko, a quien los familiares de los caídos exigieron llevar a los responsables de la muerte de sus parientes ante la justicia.[207][208]
- 25 de noviembre: un equipo de las fuerzas especiales estadounidenses rescata en Yemen a 8 secuestrados por Al Qaeda.[209]
- 28 de noviembre:
  - El Parlamento de Finlandia aprueba el matrimonio homosexual.[210]
  - En México, fallece el reconocido actor y comediante Roberto Gómez Bolaños "Chespirito"
- 30 de noviembre:
  - Se lleva a cabo la segunda vuelta de las elecciones generales de Uruguay, Tabaré Vázquez es electo para un segundo mandato no consecutivo.
  - Clausura de los Juegos Centroamericanos y del Caribe de Veracruz en México.
  - Suiza rechaza en referéndum limitar más la inmigración.
  - Se inicia el Año de la vida consagrada, con una misa en la Basílica de San Pedro presidida por el cardenal João Braz de Aviz y se extiende hasta el 2 de febrero de 2016.[211]

### Diciembre
- 1 de diciembre:

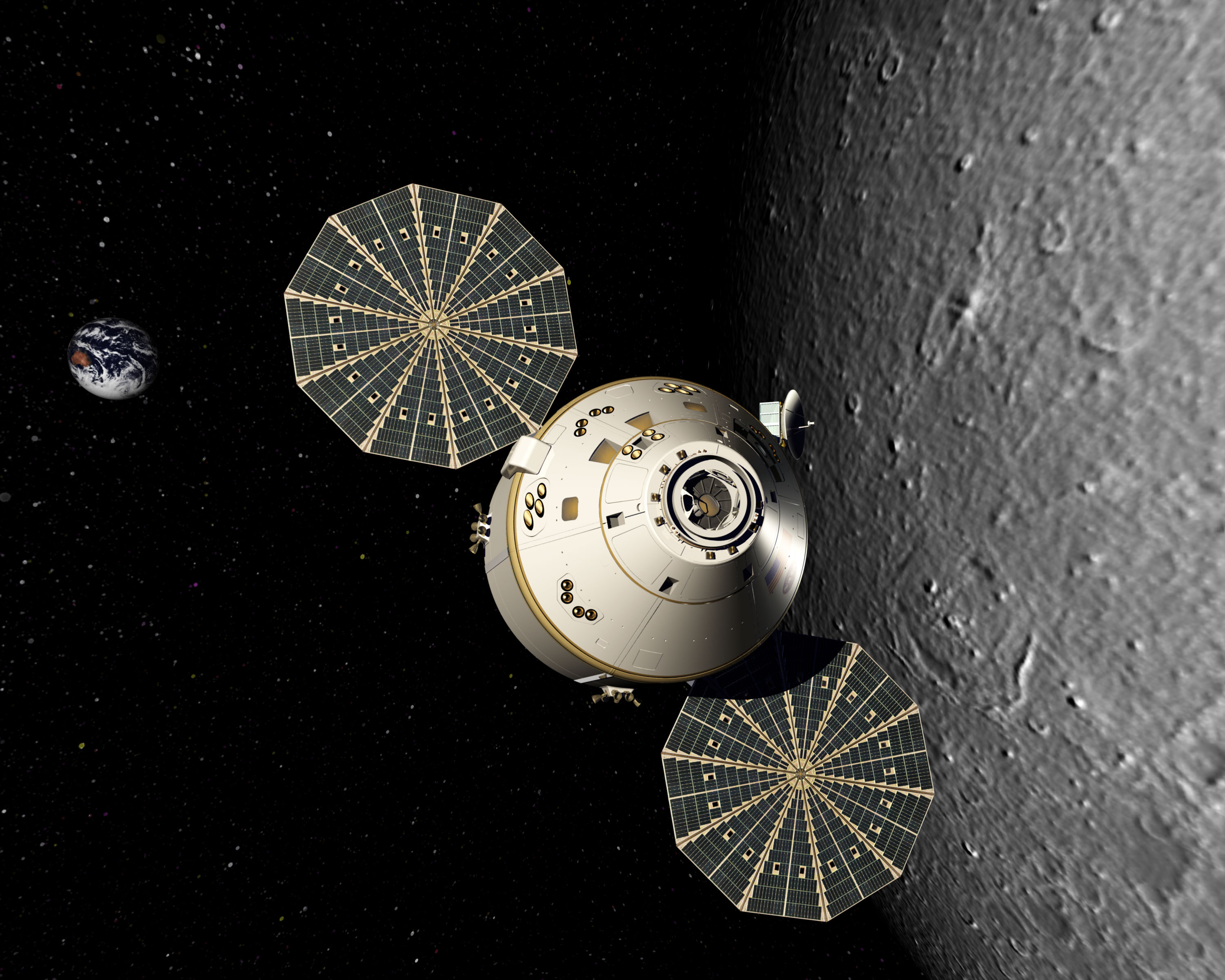
La Estación Espacial Internacional ya no tendrá que depender de Rusia para sus misiones o labores fuera de la Tierra.

  - Inicio del tercer mandato presidencial permanente del Consejo Europeo.
  - Estonia estrena la ciudadanía digital.
- 5 de diciembre: la NASA lanza primera cápsula Orión, vehículo que permitirá que Estados Unidos regrese a la exploración del espacio con naves tripuladas.[213][214]
- 7 de diciembre: Siria acusa a Israel de apoyar al Ejército Libre de Siria,[215][216] por 2 bombardeos en la capital, y solicita a la ONU tomar medidas en su contra.[217]
- 7-17 de diciembre: las Gemínidas van haciendo su aparición en los distintas zonas del planeta.[218][219][220]
- 9 de diciembre: el Comité Selecto del Senado sobre Inteligencia de Estados Unidos publicó un estudio sobre las técnicas de tortura e interrogación utilizadas por la Agencia Central de Inteligencia en la última década.
- 10 de diciembre: la Comisión Nacional de la Verdad (Brasil) —que investiga los crímenes de la última dictadura militar entrega su informe final a la presidenta Dilma Rousseff[221] y considera que la aplicación de la ley de amnistía de 1979 es incompatible con el derecho brasileño y el orden jurídico internacional.[222][223]
- 11 de diciembre:
  - Una corte de Zimbabue deniega la libertad condicional a Edmund Kudzayi y a su hermano Philip, acusados de ser 2 personajes centrales en la red de espionaje Baba Jukwa —que asegura hacerlo para destapar operaciones gubernamentales que van en contra de las leyes internacionales—.[224][225]
  - Las autoridades chinas desmantelan las multitudinarias protestas de Hong Kong, que pedían la elección directa de las autoridades locales y el cambio del método del Gobierno central. Resultaron 247 detenidos y anunciaron una segunda ola de protestas para el año próximo.[226][227]

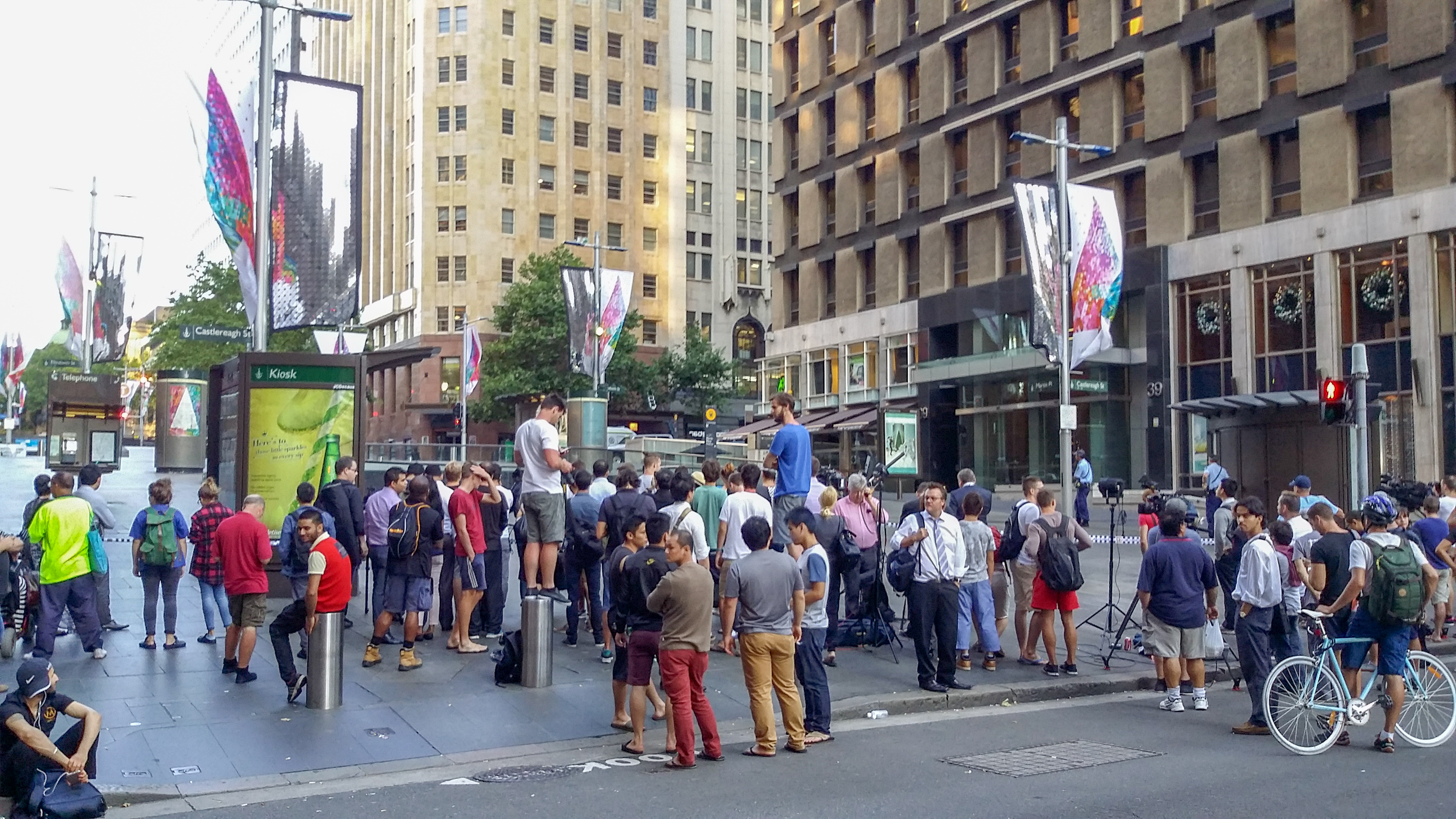
Personas en Martin Place, cerca de la cafetería del ataque durante el desarrollo de la toma de rehenes.

- Personas en Martin Place, cerca de la cafetería del ataque durante el desarrollo de la toma de rehenes.15 al 16 de diciembre: un clérigo musulmán radical toma a trece rehenes de un café de un centro comercial de la ciudad australiana de Sídney. Tras aproximadamente 15 h, la policía irrumpió con balas en el local, perdiendo la vida dos rehenes y el retenedor e hiriendo a otras tres y a un policía. Fueron evacuadas zonas céntricas de la ciudad, como la Ópera y el Banco de la Reserva de Australia.[228]

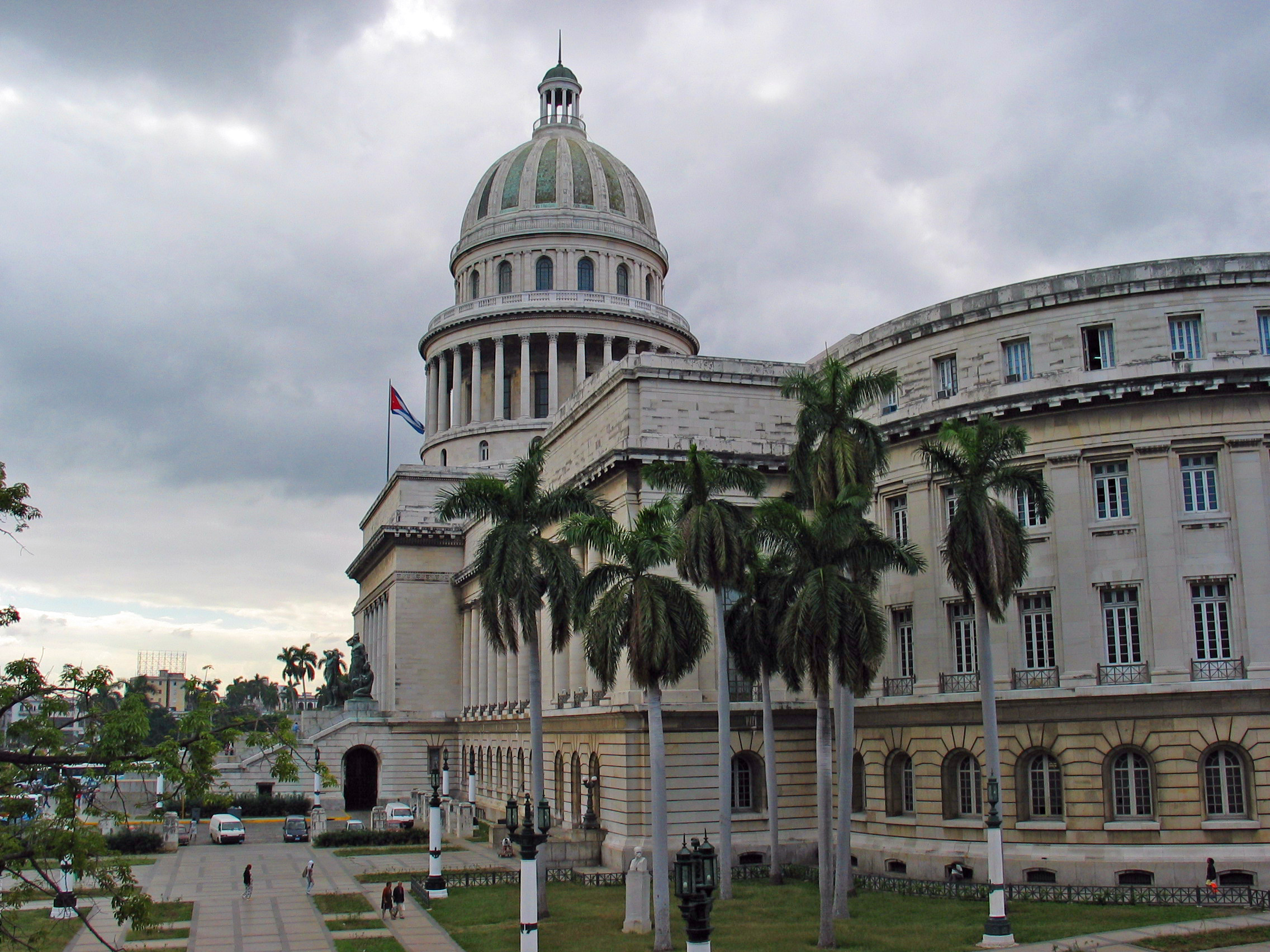
Barack Obama y Raúl Castro anunciaron simultáneamente su intención de normalizar las relaciones entre sus naciones.

- Barack Obama y Raúl Castro anunciaron simultáneamente su intención de normalizar las relaciones entre sus naciones. 17 de diciembre: Cuba y Estados Unidos liberan a Alan Gross[229][230] y 3 espías cubanos respectivamente,[231][232] quienes retornan a sus países. Tras ello, los gobiernos anuncian la flexibilización de las relaciones en varios ámbitos,[233] incluyendo la diplomática, a nivel de embajada.[234][235][236]
- 18 de diciembre: masivas protestas en Perú contra la ley de régimen laboral juvenil del Perú, llamado también «Ley Pulpin» aprobado por el gobierno peruano, donde se eliminan derechos laborales como las gratificaciones, CTS, utilidades, y otros beneficios más a los trabajadores entrantes de la edad de 18 a 24 años y a los informales. La protesta terminó con decenas de detenidos y una brutal represión por parte de la policía lanzando gases lacrimógenos. Llamado también el Primer Pulpinazo.
- 19 de diciembre: en España, un hombre estrella un auto con explosivos en la sede del Partido Popular.
- 20 de diciembre: el robot de la misión Curiosity detecta gas metano en Marte, el cual en la Tierra proviene en un 95% de organismos microbianos.[237]
- 22 de diciembre:
  - Inician las construcciones del Canal de Nicaragua. Los críticos alegan que afectaría el Lago Cocibolca, que atravesará, y a la población que habita en sus alrededores.[238][239]
  - El Segundo Pulpinazo en contra de la Ley de régimen laboral juvenil del Perú se realiza en las calles principales de Lima y demás regiones pacíficamente. La catalogan como una de las marchas más multitudinarias en la historia del Perú. Al finalizar la protesta, gran cantidad de manifestantes chocan con la policía en la Plaza San Martín en la madrugada del 23 de diciembre.
- 23 de diciembre: un ciber apagón desconecta a Corea del Norte de Internet por 9 h.
- 24 de diciembre: La banda terrorista Estado Islámico captura al primer participante de la coalición organizada para bombardear las zonas que controla esta organización terrorista, se trata de un piloto jordano de quien su F-16 cayó por causas aún no bien definidas[240] y salvándose con su paracaídas. El infortunio tuvo lugar en la ciudad siria de Ar Raqqah.[241][242]
- 25 de diciembre: Al Shabbaab ataca la principal base la Unión Africana en Somalia, dejando muertos a 3 soldados de la misión de paz y a otras 17 personas. También fallecieron 5 combatientes y se detuvo a otros 3.[243][244]
- 25 de diciembre: La ciudad china de Wēnzhōu prohíbe la celebración de la Navidad en escuelas, jardines infantiles y guarderías.[245]
- 27 de diciembre: en Chile, finaliza la cuarta temporada de la serie 31 Minutos, emitiendo su último capítulo de la temporada y de la serie.
- 28 de diciembre: vuelo 8501 de Indonesia AirAsia. Desaparece un vuelo de Indonesia AirAsia con 155 pasajeros y 7 miembros de la tripulación. El vuelo había partido desde la ciudad indonesia de Surabaya rumbo a Singapur.
- 29 de diciembre: el llamado Tercer Pulpinazo se realiza en sendas partes del Perú contra la Ley del régimen laboral juvenil del Perú implantado por el gobierno nacionalista. Esta vez fue pacífica, sin roces entre la policía y manifestantes.
- 30 de diciembre: se firma por parte de Mahmud Abás la solicitud de adhesión de Palestina al Tribunal Penal Internacional.[246]
- 31 de diciembre: en Shanghái (China) fallecen 35 personas en una estampida durante la espera del Año Nuevo.[247]

## Videojuegos
- 12 de diciembre: Microsoft, 343 Industries y Vanguard Games lanzan Halo: Spartan Strike para Windows 8, Windows 8.1, Windows Phone 8 y Windows Phone 8.1
- 11 de noviembre: Microsoft, 343 Industries y Bungie lanzan Halo: The Master Chief Collection para la Xbox One
- Plants vs Zombies:Garden Warfare
- Assassin's creed: Unity
- Assassin's creed Rogue
- Destiny (videojuego)
- Banished
- Los Sims 4
- Forza Horizon 2
- South Park: The Stick of Truth
- Sonic Boom: Rise of Lyric
- Mario Kart 8
- Super Smash Bros. para Nintendo 3DS y Wii U
- Kirby Triple Deluxe
- Yoshi's New Island
- Tomodachi Life
- Outlast Whistleblower
- Dark Souls 2
- FIFA 15
- Pokémon Rubí Omega y Zafiro Alfa
- Naruto Shippuden: Ultimate Ninja Storm Revolution
- Just Dance 2015
- The Crew
- Grand Theft Auto V para consolas de nueva generación (Pospuesto a enero de 2015 para pc).
- Watch Dogs
- Five Nights at Freddy's
- WWE 2K15
- PES 2015
- Ultra Street Fighter IV
- Collect by Zionek
- Call of Duty: Advanced Warfare
- Five Nights at Freddy's 2
- Little Big Planet 3 para Playstation 3 y Playstation 4
- Sunset Overdrive
- Just Dance 2015

## Deportes
- Entre el 7 y el 23 de febrero, XXII Juegos Olímpicos de Invierno, a celebrarse en Sochi (Rusia).
- Entre el 7 y el 16 de marzo, XI Juegos Paralímpicos de Invierno, a celebrarse en Sochi, Rusia.
- Entre el 7 y el 18 de marzo, X Juegos Suramericanos, a celebrarse en Santiago de Chile.
- Entre el 27 de marzo y el 2 de abril, I Juegos Parasuramericanos, a celebrarse en Santiago de Chile.
- Entre el 12 de junio y el 13 de julio, la Copa Mundial de Fútbol de 2014 a celebrarse en Brasil.
- Entre el 23 de julio y el 3 de agosto, XX Juegos de la Mancomunidad, a celebrarse en Glasgow (Reino Unido).
- Entre el 16 y el 28 de agosto, II Juegos Olímpicos de la Juventud, a celebrarse en Nankín, China.
- Entre el 19 de septiembre y el 4 de octubre, XVII Juegos Asiáticos, a celebrarse en Incheon (Corea del Sur).
- Entre el 14 y el 30 de noviembre, XXII Juegos Centroamericanos y del Caribe, a celebrarse en Veracruz (México).

### Atletismo
- Entre el 12 y el 17 de agosto, XXII Campeonato Europeo de Atletismo, a celebrarse en Zúrich (Suiza).

### Automovilismo
- Fórmula 1: Campeonato de Pilotos:  Lewis Hamilton Campeonato de Constructores:  Mercedes
- Campeonato Mundial de Resistencia: LMP1: Anthony Davison, , Sebastian Buemi, , LMP2: Sergey Zlobin, LMGTE Pro: Gianmaria Bruni, , Tony Vilander, ,
  - Campeonato Mundial de Rally:
- Rally Dakar:  Marc Coma (motos),  Ignacio Casale (quad),  Nani Roma (coches) y  Andrey Karginov (camiones).
- Se inauguró el Autódromo de Concepción del Uruguay, Entre Ríos,  Argentina.

### Baloncesto
- Entre el 30 de agosto y el 14 de septiembre, XVII Campeonato Mundial de Baloncesto, a celebrarse en España.
- Entre el 18 y el 28 de septiembre, XVII Campeonato Mundial de Baloncesto Femenino, a celebrarse en Turquía.

### Ciclismo
- Entre el 26 de febrero y el 2 de marzo, XXII Campeonato Mundial de Ciclismo en Pista, a celebrarse en Cali (Colombia).
- Entre el 15 y el 23 de septiembre, LXXXI Campeonato Mundial de Ciclismo en Ruta, a celebrarse en Ponferrada (España).

### Fútbol
- Entre el 12 de junio y el 13 de julio, XX Copa Mundial de Fútbol, celebrada en Brasil , Alemania  se corona campeón al vencer a Argentina  en la final 1-0.
- VI Concacaf Liga Campeones:  Cruz Azul Fútbol Club.
- XIII Liga de Campeones de la OFC:  Auckland City Football Club.
- Entre el 15 de marzo y el 4 de abril, IV Copa Mundial Femenina Sub-17, a celebrarse en Costa Rica. Japón se corona campeón tras vencer a España en la final.
- Entre el 5 al 24 de agosto, VII Copa Mundial Femenina Sub-20, a celebrarse en Canadá. Alemania se corona campeón tras vencer a Nigeria en la final.
- Entre el 10 al 20 de diciembre, XI Copa Mundial de clubes, a celebrarse en Marruecos:  Real Madrid.
- Copa Libertadores de América:  San Lorenzo de Almagro.
- Copa Sudamericana:  River Plate.
- Primera División de Argentina
  - Torneo Final: River Plate.
  - Campeonato de Primera División: Racing Club.
- Primera División de México
  - Clausura: Club León Bicampeón
  - Apertura: Club América 12 Títulos de liga
- Liga Chilena
  - Clausura: Colo-Colo
  - Apertura: U. de Chile
- Liga Colombiana
  - Apertura: Atlético Nacional
  - Finalización: Independiente Santa Fe
- Serie A de Ecuador
  - Campeón: Emelec
  - Vicecampeón: Barcelona

### Tenis
Abierto de Australia 2014
Stanislas Wawrinka

### Vela
- Entre el 1 y el 15 de septiembre, IV Campeonato Mundial de Vela Olímpica, a celebrarse en Santander (España).

### Otros deportes
- Entre el 4 y el 18 de enero, 35.ª edición del Rally Dakar celebrándose en Argentina, Bolivia y Chile.
- Entre el 2 y el 15 de junio, XIII Campeonato Mundial de Hockey sobre Hierba (masculino y femenino), a celebrarse en La Haya (Países Bajos).

## Concursos de belleza
- Enero de 2015: en Estados Unidos, Paulina Vega de Colombia gana el certamen Miss Universo. En esta ocasión el certamen no se llevó a cabo año a año como es de costumbre, ya que en el año 2014 no se realizó el certamen por acuerdos de la organización Miss Universo. Sin embargo, se realizó en el 2015, Para coronar a Miss Universo 2014.
- 14 de diciembre: en Reino Unido, Rolene Strauss de Sudáfrica gana el certamen Miss Mundo.
- 11 de noviembre: en Japón, Valerie Hernández de Puerto Rico gana el certamen Miss Internacional.
- 24 de noviembre: en Filipinas, Jamie Herrell de Filipinas gana el certamen Miss Tierra.

## Televisión
- 17 de febrero: Jimmy Fallon, actual conductor de Late Night with Jimmy Fallon, asume la conducción de The Tonight Show bajo el nombre de The Tonight Show Starring Jimmy Fallon, de la cadena NBC, después de los 22 años dejado por Jay Leno, mientras que Late Night es conducido por Seth Meyers bajo Late Night with Seth Meyers, el cual es estrenado una semana después, el día 24 de febrero.[248][249][250]
- 6 de abril: empieza a emitirse el anime Haikyuu!, de Japón.
- 5 de octubre: empieza a emitirse el [[anime Nanatzu no taizai en Netflix.
- 18 de noviembre: el Canal 5 (actualmente Telefe Rosario) cumple 50 años de estar transmitiendo para Rosario (Argentina).
- 28-29 de noviembre: tras dos años consecutivos de ausencia se realiza el Teletón 2014 en Chile.

## Conmemoraciones y fiestas
- Vigésimo aniversario del Año Internacional de la Familia[251]
- Se cumple un milenio de la fundación de la ciudad de Almería.